# Hanói
Hanói (en vietnamita: Hà Nội) es la  capital de Vietnam, así como la segunda ciudad más grande del país tras la ciudad de Ho Chi Minh. Se encuentra en la zona norte del país, en la margen derecha del río Rojo a una distancia de aproximadamente 1760 km al norte de Ciudad Ho Chi Minh y a unos 120 km al oeste de Hải Phòng, principal puerto de Vietnam. En 2009 tenía una población estimada en 2,6 millones de habitantes en los distritos urbanos que ascendían a unos 6,5 millones en el área metropolitana.
Entre 1010 y 1802 fue el centro político más importante de Vietnam pero durante el período de gobierno de la dinastía Nguyen (1802-1945) resultó eclipsada por Huế, la capital imperial, no obstante entre 1902 y 1954 Hanói fue la capital de la Indochina francesa. Posteriormente fue la capital de Vietnam del Norte de 1954 a 1976, para, tras la victoria del Norte en la guerra de Vietnam, convertirse en la capital de un Vietnam reunificado en ese mismo año. En octubre de 2010 se conmemoraron oficialmente 1000 años desde el establecimiento de la ciudad. Destaca en el apartado económico, su industria que incluye la fabricación de herramientas, químicos y artesanías.

## Toponimia

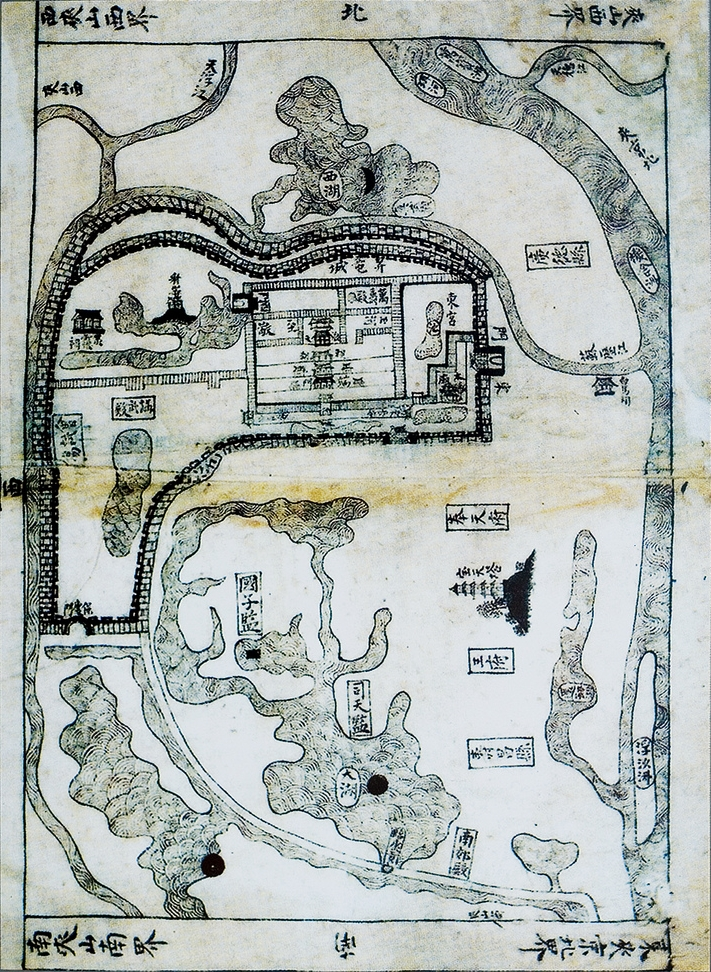
Mapa de Hanói hacia el año 1490

El nombre de la ciudad ha ido variando a lo largo de los siglos, como Kecho, Tống Bình (宋平), Long Đỗ (龍肚; literalmente «barriga del dragón») o Đại La. En 1010, el emperador Lý Thái Tổ, de la dinastía Lý, hizo construir su nueva capital en el sitio donde se encuentra Hanói, llamándola Thăng Long (昇龍, «dragón que alza el vuelo»). Posteriormente fue llamada también Đông Đô, Đông Quan, Đông Kinh (東京, que significa «capital del Este»), que fue latinizado como Tonkín, y Bắc Thành (北城, «ciudadela del Norte»).
En 1802, cuando la dinastía Nguyền fue establecida, la capital fue trasladada a Huế. En 1831, el emperador Minh Mang la renombró como Hà Nội (河内), nombre compuesto por hâ («curso de agua») y ņôi («entre»), por lo que Hanói significa «[la ciudad] entre dos ríos».
El nombre de Tonkín ha permanecido y designa a la provincia en la que se encuentra la ciudad, el norte del actual Vietnam. El nombre Thăng Long se sigue usando como nombre literario y poético de la ciudad.

## Historia
En Hanói se pueden encontrar muchos vestigios de viviendas humanas de finales del Paleolítico y principios del Mesolítico. Entre 1971 y 1972, los arqueólogos en Ba Vì y Đông Anh descubrieron guijarros con rastros de tallado y procesamiento por manos humanas que son reliquias de la cultura Sơn Vi, que datan de hace 10 000 a 20 000 años. En 1998–1999, el Museo de Historia de Vietnam (ahora Museo Nacional de Historia de Vietnam) llevó a cabo los estudios arqueológicos en el norte del lago Dong Mo (Son Tay, Hanoi), encontrando varias reliquias y objetos pertenecientes a la Cultura Sơn Vi – en el Era Paleolítica, hace 20.000 años. Durante la transgresión del Holoceno medio, el nivel del mar subió y sumergió las áreas bajas; los datos geológicos muestran claramente que la costa se inundó y estaba ubicada cerca de la actual Hanói, como se desprende de la ausencia de sitios neolíticos en la mayor parte de la región de Bac Bo. En consecuencia, desde hace unos 10.000 a aproximadamente 4.000 años, Hanói en general estuvo completamente ausente. Se cree que la región ha estado habitada continuamente durante los últimos 4.000 años.
En el año 1010, Lý Thái Tổ, el primer gobernante de la dinastía Lý, estableció la capital de su imperio Dai Viet en la ciudad pues afirmaba haber visto a un dragón ascender desde el río Rojo, y cambió el nombre del sitio a Thang Long (升龙, "Dragón naciente"), dicho nombre todavía se utiliza poéticamente en nuestros días. Thang Long continuó siendo la capital de Đại Việt hasta 1397, cuando se trasladó a Thanh Hóa, que entonces era conocida como Tây DJO (西 都), "capital occidental".
En 1408, la dinastía Ming atacó e invadió Vietnam, lo que provocó un nuevo cambio de nombre pero en 1428, los vietnamitas derrotaron a los chinos, bajo la dirección de Lê Lợi, quien más tarde fundó la Dinastía Lê Quan y renombró la ciudad como Tonkín.

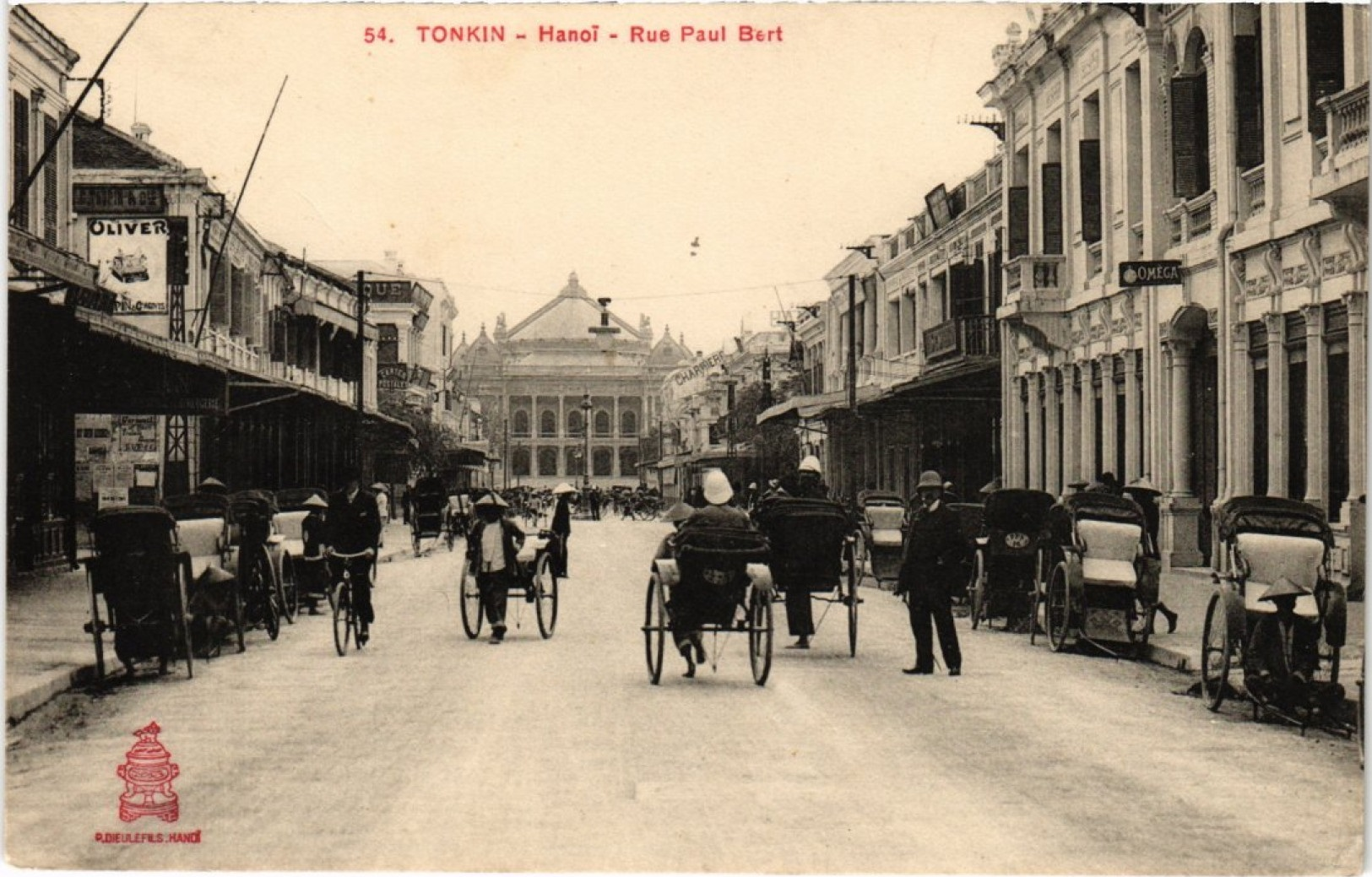
Hanói en los 1900s

Posteriormente fue el centro administrativo de China bajo el sistema colonial que este país estableció a partir de la dinastía Han. En 1873, Hanói fue ocupado por los franceses que iniciaron en la ciudad una transformación urbanística de corte occidental. Asimismo, se convirtió en la capital de la Indochina francesa en 1887.
La ciudad fue ocupada por los japoneses en 1940 y liberada en 1945, al final de la Segunda Guerra Mundial por China, convirtiéndose en sede del gobierno vietnamita. De 1946 a 1954, fue escenario de una gran lucha entre los franceses y los vietnamitas cuando los primeros intentaron retomar su control de este país. Al fracaso de este intento, la ciudad se convirtió en la capital de Vietnam del Norte.
Durante la guerra de Vietnam, Hanói sufrió varios bombardeos que destruyeron sus puentes y vías férreas, aislando la ciudad aunque estos daños fueron rápidamente reparados. Tras el final de la guerra, Hanói se convirtió en la capital del Estado cuando Vietnam del Norte y Vietnam del Sur se reunificaron el 2 de julio de 1976.
En la ciudad se encuentran la Universidad Nacional de Vietnam (fundada en 1956), el mausoleo de Hồ Chí Minh, el Museo de Historia Nacional, el Museo de la Revolución y varios edificios históricos como también el Museo de Bellas Artes de Vietnam.

### Hanói actual
Después de que se aprobaran las políticas económicas de Đổi Mới en 1986, el Partido Comunista y los gobiernos nacional y municipal esperaban atraer inversiones internacionales para proyectos de desarrollo urbano en Hanói. Los edificios comerciales de gran altura no comenzaron a aparecer hasta diez años después debido a que la comunidad inversora internacional se mostraba escéptica sobre la seguridad de sus inversiones en Vietnam.  El rápido desarrollo urbano y el aumento de los costos desplazaron muchas áreas residenciales en el centro de Hanói. Tras un breve período de estancamiento económico tras la crisis financiera asiática de 1997, Hanói reanudó su rápido crecimiento económico.
El 29 de mayo de 2008, se decidió que la provincia de Hà Tây, el distrito de Mê Linh de la provincia de Vĩnh Phúc y cuatro comunas del distrito de Lương Sơn, provincia de Hòa Bình se fusionarían con el área metropolitana de Hanói a partir del 1 de agosto de 2008. El área total de Hanói luego aumentó a 334.470 hectáreas en 29 subdivisiones con una nueva población de 6.232.940, triplicando su tamaño. La Región Capital de Hanói (Vùng Thủ đô Hà Nội), un área metropolitana que cubre Hanói y seis provincias circundantes bajo su administración, tendrá un área de 13 436 kilómetros cuadrados (5188 millas cuadradas) con 15 millones de personas para 2020.
Hanói ha experimentado recientemente un rápido auge de la construcción. Los rascacielos, que aparecen en nuevas áreas urbanas, han cambiado drásticamente el paisaje urbano y han formado un horizonte moderno fuera de la ciudad vieja. En 2015, Hanói ocupa el puesto 39 de Emporis en la lista de ciudades del mundo con la mayoría de los rascacielos de más de 100 metros; sus dos edificios más altos son Hanoi Landmark 72 Tower (336 metros) y el Hanoi Lotte Center (272 metros).
La protesta pública en oposición a la remodelación de áreas culturalmente significativas en Hanói convenció al gobierno nacional para implementar una política de edificios bajos alrededor del lago Hoàn Kiếm.El distrito de Ba Đình también está protegido contra la remodelación comercial.

## Geografía
Hanói es un municipio sin salida al mar en la región norte de Vietnam, situado en el delta del río Rojo de Vietnam, a casi 90 km (56 millas) de la costa. Hanói contiene tres tipos básicos de terreno, que son el área del delta, el área central y la zona montañosa. En general, el terreno se vuelve gradualmente más bajo de norte a sur y de oeste a este, con una altitud promedio que varía de 5 a 20 metros sobre el nivel del mar. Las colinas y las zonas montañosas se encuentran en las partes norte y oeste de la ciudad. El pico más alto está en Ba Vi con 1281 m, ubicado al oeste de la ciudad propiamente dicha.

### Clima

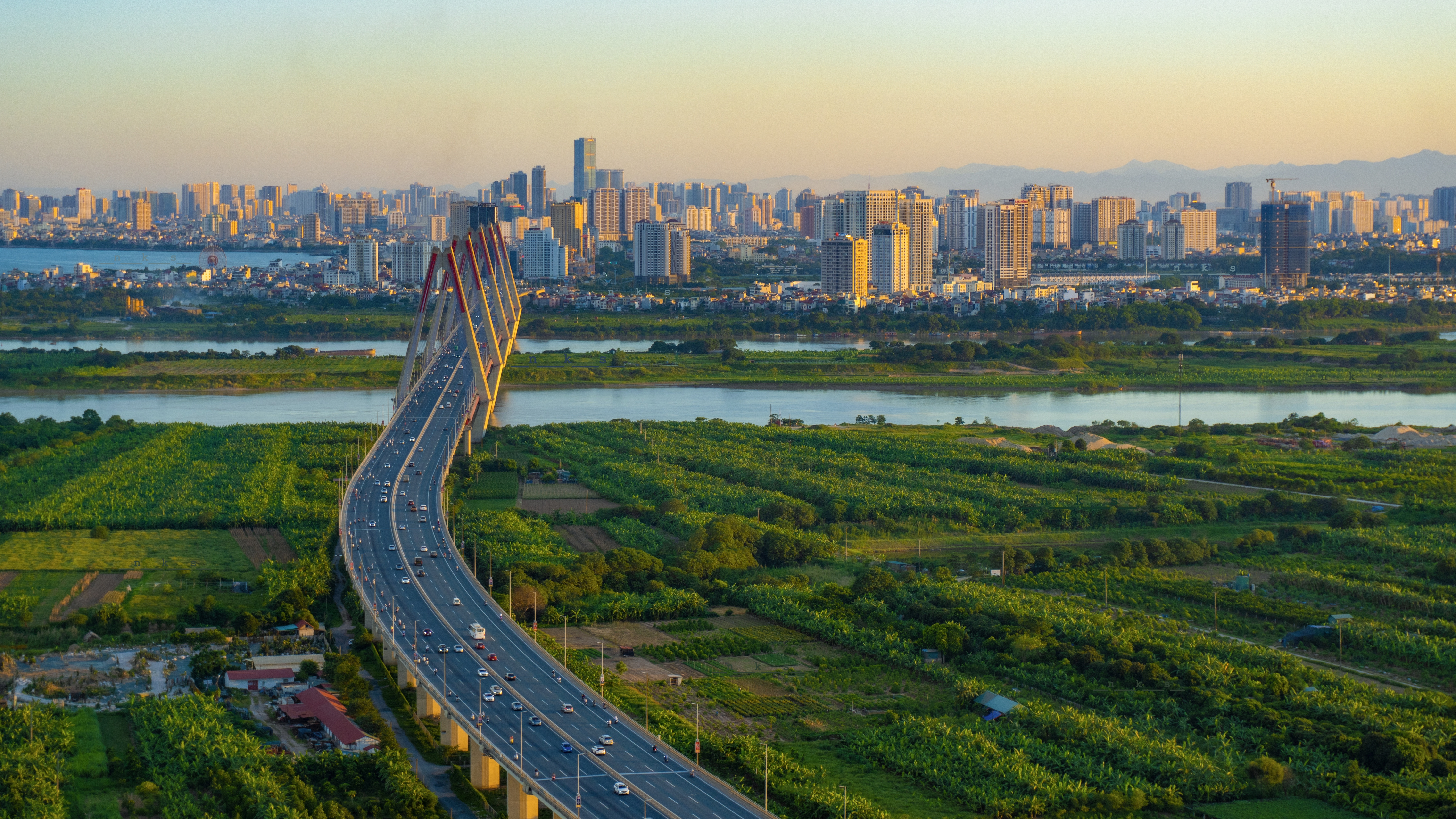
Hanói un día soleado

Hanói tiene el típico clima subtropical húmedo (clasificación climática de Köppen: Cwa) característico del norte de Vietnam, donde los veranos son cálidos y húmedos, y los inviernos son relativamente frescos y secos. Los meses de verano, desde mayo hasta septiembre, recibe la mayoría de las precipitaciones del año (1670 mm de agua/año). Los meses de invierno, de noviembre a marzo, son relativamente secos, aunque la primavera a veces trae algunas lluvias. La temperatura mínima en invierno en Hanói puede bajar hasta los 6-7 °C, mientras que en verano puede llegar a los 38-40 °C.
| Parámetros climáticos promedio de Hanoi | Parámetros climáticos promedio de Hanoi | Parámetros climáticos promedio de Hanoi | Parámetros climáticos promedio de Hanoi | Parámetros climáticos promedio de Hanoi | Parámetros climáticos promedio de Hanoi | Parámetros climáticos promedio de Hanoi | Parámetros climáticos promedio de Hanoi | Parámetros climáticos promedio de Hanoi | Parámetros climáticos promedio de Hanoi | Parámetros climáticos promedio de Hanoi | Parámetros climáticos promedio de Hanoi | Parámetros climáticos promedio de Hanoi | Parámetros climáticos promedio de Hanoi |
| Mes | Ene.                                    | Feb.                                    | Mar.                                    | Abr.                                    | May.                                    | Jun.                                    | Jul.                                    | Ago.                                    | Sep.                                    | Oct.                                    | Nov.                                    | Dic.                                    | Anual                                   |
| --- | --------------------------------------- | --------------------------------------- | --------------------------------------- | --------------------------------------- | --------------------------------------- | --------------------------------------- | --------------------------------------- | --------------------------------------- | --------------------------------------- | --------------------------------------- | --------------------------------------- | --------------------------------------- | --------------------------------------- |
| Temp. máx. abs. (°C) | 33.1                                    | 35.1                                    | 38.9                                    | 39.9                                    | 42.8                                    | 42.5                                    | 40.8                                    | 39.7                                    | 37.4                                    | 36.6                                    | 36.0                                    | 31.9                                    | 42.8                                    |
| Temp. máx. media (°C) | 19.8                                    | 20.6                                    | 23.2                                    | 27.7                                    | 31.9                                    | 33.4                                    | 33.4                                    | 32.6                                    | 31.5                                    | 29.2                                    | 25.7                                    | 22.0                                    | 27.6                                    |
| Temp. media (°C) | 16.6                                    | 17.7                                    | 20.3                                    | 24.2                                    | 27.6                                    | 29.3                                    | 29.4                                    | 28.7                                    | 27.7                                    | 25.3                                    | 21.9                                    | 18.3                                    | 23.9                                    |
| Temp. mín. media (°C) | 14.5                                    | 15.8                                    | 18.4                                    | 21.9                                    | 24.8                                    | 26.4                                    | 26.5                                    | 26.1                                    | 25.2                                    | 22.8                                    | 19.3                                    | 15.8                                    | 21.5                                    |
| Temp. mín. abs. (°C) | 2.7                                     | 5.0                                     | 7.0                                     | 9.8                                     | 15.4                                    | 20.0                                    | 21.0                                    | 20.9                                    | 16.1                                    | 12.0                                    | 6.8                                     | 3.6                                     | 2.7                                     |
| Precipitación total (mm) | 22.5                                    | 24.6                                    | 47.0                                    | 91.8                                    | 185.4                                   | 253.3                                   | 280.1                                   | 309.4                                   | 228.3                                   | 140.7                                   | 66.7                                    | 20.2                                    | 1670.1                                  |
| Días de lluvias (≥ 1 mm) | 9.5                                     | 11.4                                    | 15.9                                    | 13.7                                    | 14.6                                    | 14.8                                    | 16.6                                    | 16.5                                    | 13.2                                    | 9.7                                     | 6.8                                     | 5.2                                     | 147.9                                   |
| Horas de sol | 68.7                                    | 48.1                                    | 45.5                                    | 87.4                                    | 173.7                                   | 167.0                                   | 181.1                                   | 163.0                                   | 162.4                                   | 150.3                                   | 131.6                                   | 113.0                                   | 1488.5                                  |
| Humedad relativa (%) | 79.9                                    | 82.5                                    | 84.5                                    | 84.7                                    | 81.1                                    | 80.0                                    | 80.7                                    | 82.7                                    | 81.0                                    | 78.5                                    | 77.1                                    | 76.2                                    | 80.7                                    |
| Fuente n.º 1: Vietnam Institute for Building Science and Technology |                                         |                                         |                                         |                                         |                                         |                                         |                                         |                                         |                                         |                                         |                                         |                                         |                                         |
| Fuente n.º 2: Vietnamnet.vn (máxima absoluta mayo y mínima absoluta junio), Vietnamnet.vn (máxima absoluta junio), Imh.ac.vn (máxima absoluta agosto), Nchmf.gov.vn, mínima absoluta abril y mayo en The Yearbook of Indochina |                                         |                                         |                                         |                                         |                                         |                                         |                                         |                                         |                                         |                                         |                                         |                                         |                                         |

## Demografía
La población de Hanói está en constante crecimiento, un reflejo del hecho de que la ciudad es una importante área metropolitana del norte de Vietnam, y también el centro político del país. Este crecimiento poblacional también pone una gran cantidad de presión en la infraestructura, parte de la cual es anticuada y data de inicios del siglo XX.

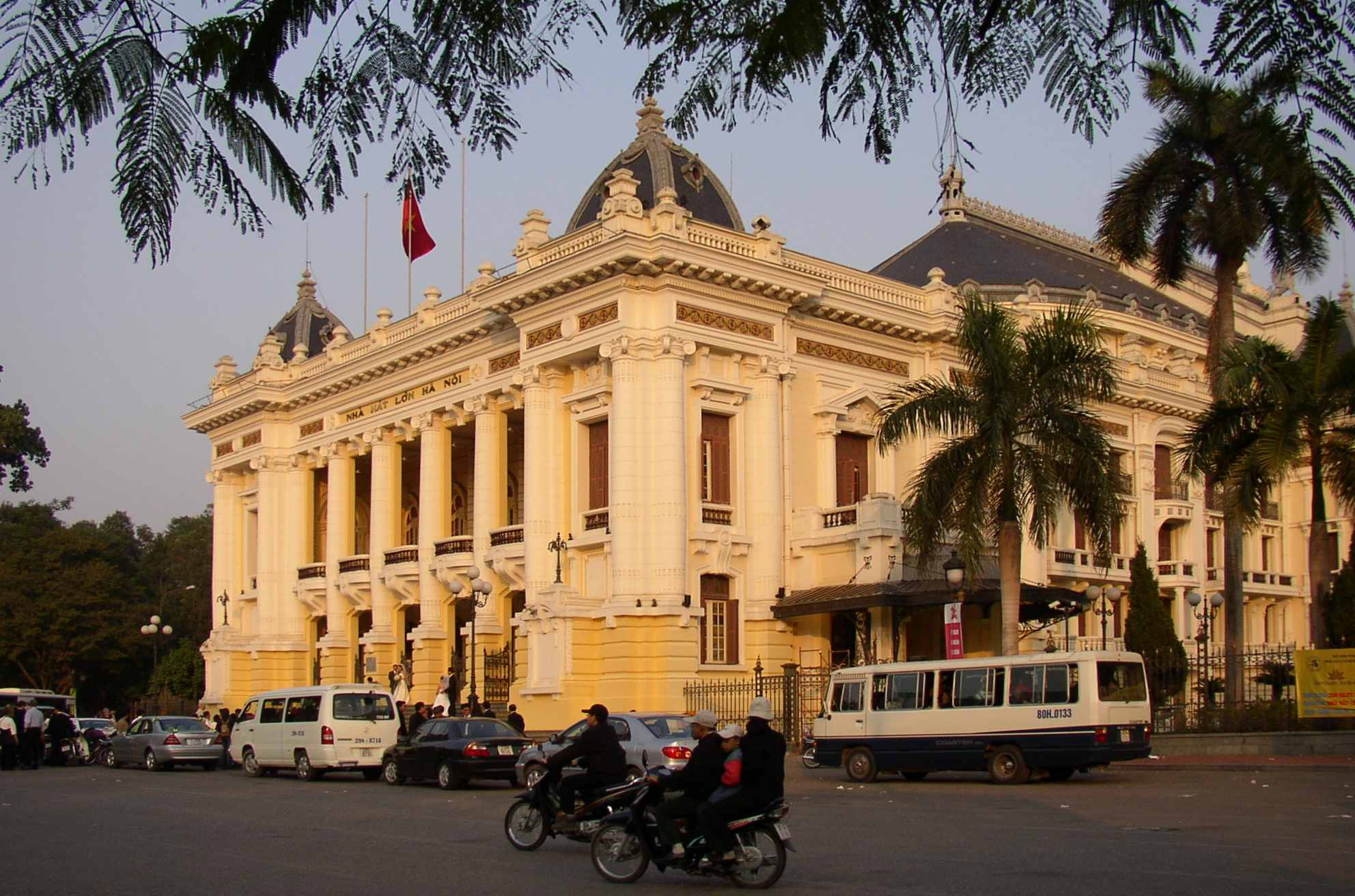
Ópera de Hanói.

Cuando se habla con los hanoienses, ellos reconocen que la mayoría de la gente que se conoce en Hanói en estos días es de otra parte. Si se define a una hanoiense nativo como alguien que ha estado en la ciudad por tres generaciones o más, es probable que el número de personas que cumplan con el requisito sea bajo comparado con la población total de la ciudad. Aun en el Barrio Antiguo, donde el comercio inició hace cientos de años y era más un negocio familiar, muchas de las tiendas hoy en día son propiedad de comerciantes y minoristas de otras provincias. La familia propietaria original puede haber alquilado la tienda y vivir en la parte interior de la casa, o simplemente mudarse de la zona todos juntos. El ritmo de cambio ha aumentado especialmente después del abandono de pólizas económicas centrales, y la pérdida de sistema de registro de hogares basado en el distrito.
La naturaleza considerada y gentil de los hanoienses es mencionada ocasionalmente en los modismos y en la literatura. En realidad, son un reflejo del pasado donde Hanói es el punto convergente para muchos de los talentos en artes y educación del país. También son reflejo del sistema fuertemente afianzado en los valores confucionistas donde la modestia y la consideración de los demás tienen mayor prioridad que uno mismo. Como la apertura de la economía ha traído otras presiones a la vida diaria de las personas, defensores de los valores sociales y familiares tradicionales están tratando de formar de muchas maneras una mentalidad de "todos para todos".

### Distritos
Hanói se encuentra dividida en 10 distritos urbanos, 1 distrito provincial y 18 distritos rurales. Estos distritos sufrieron una modificación cuando Hà Đông se transformó en distrito urbano, y Sơn Tây pasó a ser distrito provincial.

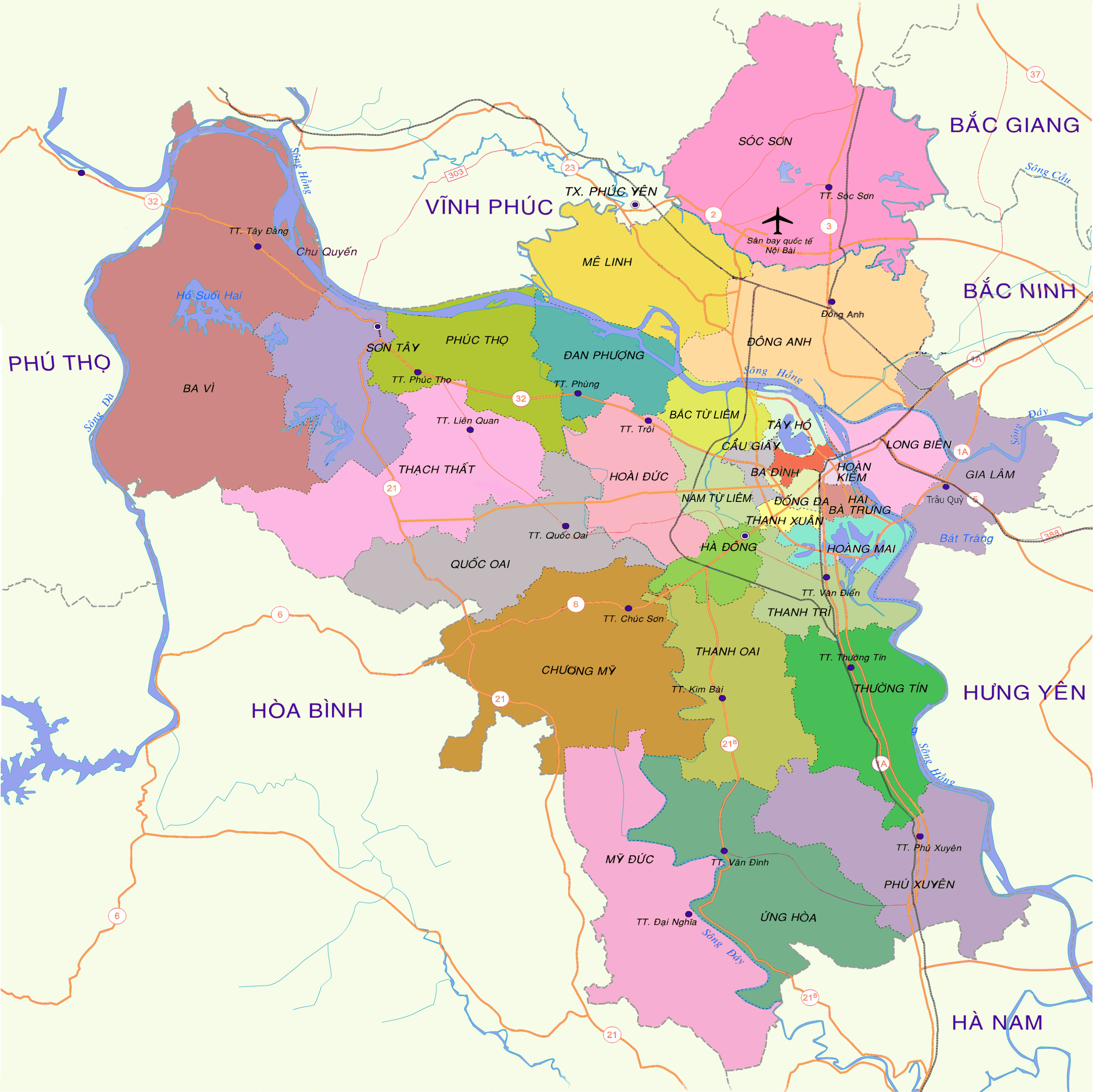
Mapa de las subdivisiones de Hanói.

| Distritos                    | Pueblos/Barrios  | Superficie (km²) | Población      |
| ---------------------------- | ---------------- | ---------------- | -------------- |
| 1 Distrito provincial        |                  |                  |                |
| Sơn Tây                      | 15               | 113,47           | 181.831        |
| 10 Distritos urbanos (Quận)  |                  |                  |                |
| Ba Đình                      | 14               | 9,22             | 228.352        |
| Cầu Giấy                     | 8                | 12,04            | 147.000        |
| Đống Đa                      | 21               | 9,96             | 352.000        |
| Hai Bà Trưng                 | 20               | 14,6             | 378.000        |
| Hà Đông                      | 17               | 47,91            | 198.687        |
| Hoàn Kiếm                    | 18               | 5,29             | 178.073        |
| Hoàng Mai                    | 14               | 41,04            | 216.277        |
| Long Biên                    | 14               | 60,38            | 170.706        |
| Tây Hồ (West Lake)           | 8                | 24               | 115.163        |
| Thanh Xuân                   | 11               | 9,11             | 185.000        |
| Subtotal                     | 145              | 233,56           | 2.178.258      |
| 18 Distritos rurales (Huyện) |                  |                  |                |
| Ba Vì                        | 31 + 1 pueblo    | 428              | 242.600 (1999) |
| Chương Mỹ                    | 30 + 2 pueblos   | 232,9            | 261.000 (1999) |
| Đan Phượng                   | 15 + 1 pueblo    | 76,8             | 124.900        |
| Đông Anh                     | 23 + 1 pueblo    | 182,3            | 276.750        |
| Gia Lâm                      | 20 + 2 pueblos   | 114              | 205.275        |
| Hoài Đức                     | 19 + 1 pueblo    | 95,3             | 188.800        |
| Mê Linh                      | 16 + 2 pueblos   | 141,26           | 187.536 (2008) |
| Mỹ Đức                       | 21 + 1 pueblo    | 230,0            | 167.700 (1999) |
| Phú Xuyên                    | 26 + 2 pueblos   | 171,1            | 181.500        |
| Phúc Thọ                     | 25 + 1 pueblo    | 113,2            | 154.800 (2001) |
| Quốc Oai                     | 20 + 1 pueblo    | 136              | 146.700 (2001) |
| Sóc Sơn                      | 25 + 1 pueblo    | 306,51           | 254.000        |
| Thạch Thất                   | 22 + 1 pueblo    | 128,1            | 149.000 (2003) |
| Thanh Oai                    | 20 + 1 pueblo    | 129,6            | 142.600 (1999) |
| Thanh Trì (Green Ponds)      | 15 + 1 pueblo    | 98,22            | 241.000        |
| Thường Tín                   | 28 + 1 pueblo    | 127,7            | 208.000        |
| Từ Liêm                      | 15 + 1 pueblo    | 75,32            | 240.000        |
| Ứng Hòa                      | 28 + 1 pueblo    | 183,72           | 193.731 (2005) |
| Subtotal                     | 399 + 22 pueblos | 3.266,18         | 3.872.851      |
| Total                        | 559 + 22 pueblos | 3.344,47         | 6.232.940      |

## Economía
Hanói tiene el índice de desarrollo humano más alto entre las ciudades de Vietnam. Aunque representando solamente el 3,6 por ciento de la población del país y el 0,3 por ciento del territorio nacional, Hanói contribuye con el 8 por ciento del PIB y el 45 por ciento de la economía del delta del río Rojo.
La producción industrial de la ciudad ha experimentado un crecimiento acelarado desde la década de 1990, con un promedio de crecimiento anual de 19,1 % de 1991 a 1995, 15,9 % de 1996 al 2000 y 20,9 % del 2001 al 2003. Sumándose a los ocho parques industriales existentes en Hanói, se están construyendo 5 nuevos parques a gran escala y 16 grupos industriales medianos y chicos. El sector económico no gubernamental tiene una rápida extensión, con más de 25 000 negocios operando bajo la Ley de Empresas (Enterprise Law).
El comercio es otro sector de gran fuerza en la ciudad. En 2003, Hanói tenía 2000 negocios involucrados en el comercio exterior, estableciendo lazos con 161 países y territorios. El valor de exportación de la ciudad creció con un promedio de 11,6 % anual de 1996 a 2000 y de 9,1 % del 2001 al 2003. La estructura económica atravesó cambios importantes, con el turismo, las finanzas y el sector bancario tomando un rol de gran importancia.

## Sociedad

### Educación

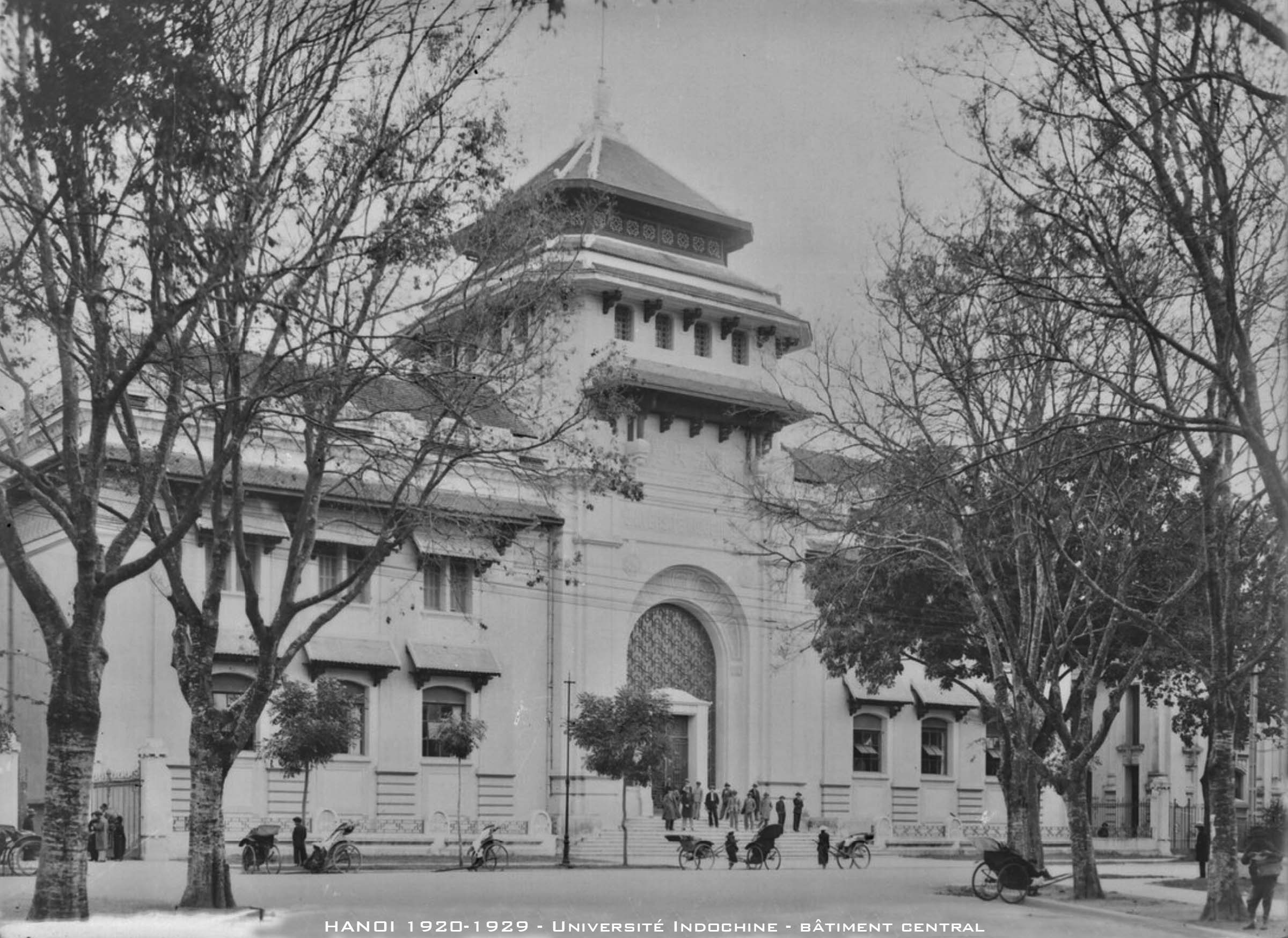
Imagen del Hanoi Medical College tomada a principios del (ahora: Universidad de Medicina de Hanói).

Hanói, como capital de Indochina, fue la sede de la primera universidad de estilo occidental de la zona. En ella se fundaron el Colegio de Medicina de Hanói (1902), la Universidad de Indochina (1904), y la Escuela Superior de Bellas Artes de Indochina (1925).
Después de que los comunistas tomaran el control de Hanói en 1954, con el apoyo de la Unión Soviética, se construyeron nuevas universidades, entre ellas la Universidad de Tecnología de Hanói, que sigue siendo la universidad técnica más grande de Vietnam.
Hanói es el centro de educación más extenso de todo el país, y se estima que el 62% de todos los científicos del mismo están viviendo y trabajando en la ciudad. La admisión a la universidad se realiza mediante exámenes de entrada, que se realizan anualmente para todos los vietnamitas. La mayoría de las universidades en Hanói son públicas, aunque desde hace pocos años están surgiendo algunas universidades privadas.
Debido a que las principales universidades de Vietnam están en Hanói, los estudiantes de otras provincias que quieren entrar en la universidad, normalmente tienen que viajar para realizar el examen anual de ingreso. Estos eventos suelen tener lugar en junio y julio, cuando un gran número de estudiantes y sus familias permanecen en la ciudad durante unas pocas semanas mientras dura el periodo de exámenes. En estos últimos años, los exámenes de entrada han sido dirigidos por el Ministerio de Educación, pero la nota de corte se decide independientemente en cada universidad.

## Cultura

### Gastronomía

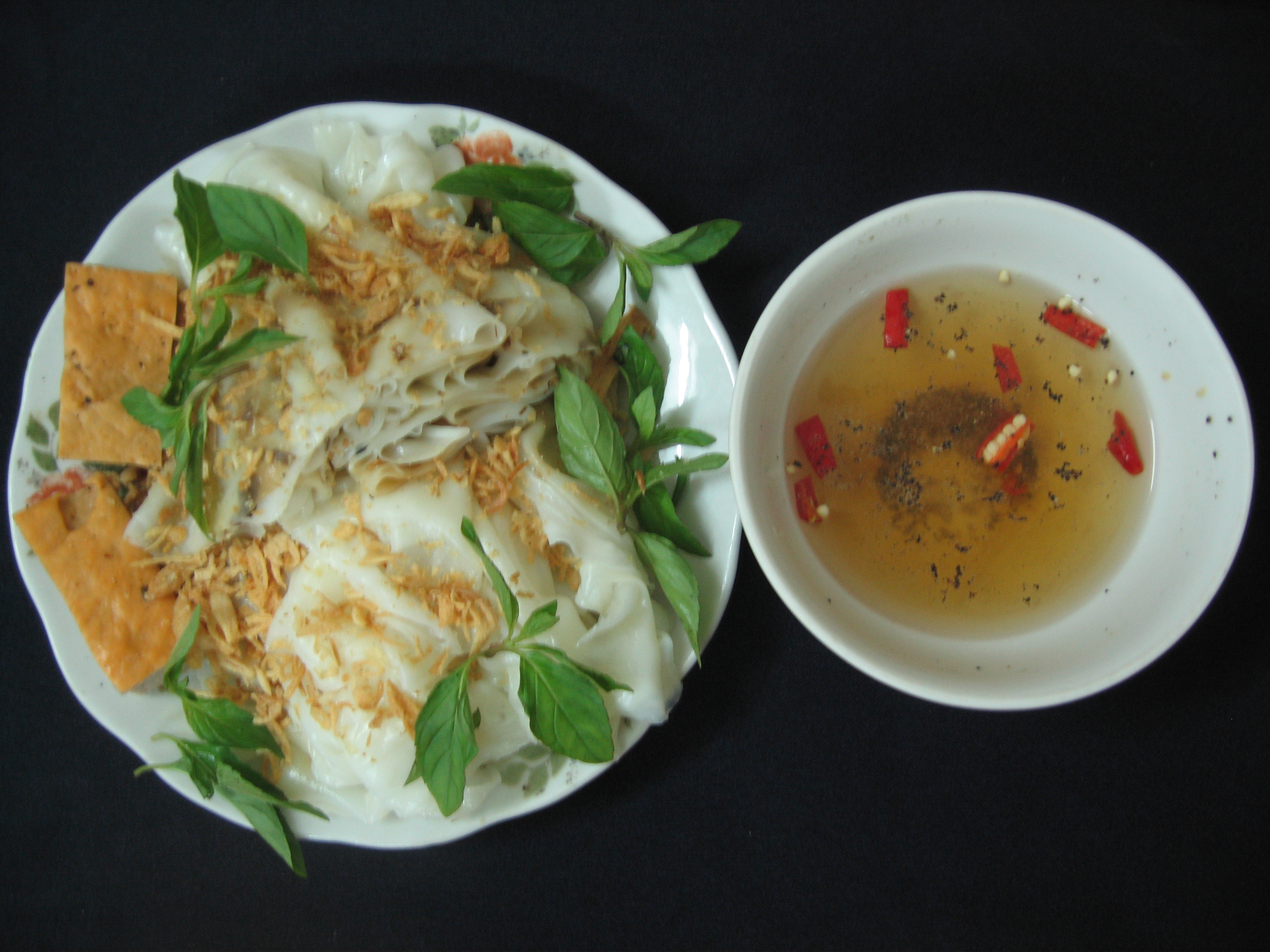
Plato de Bánh cuốn.

Hanói tiene una rica tradición culinaria y se cree que muchos de los platos más conocidos de la gastronomía vietnamita, como el Phở, el Cốm, el Bánh cuốn o el Chả cá provienen de la zona. Tal vez el más conocido de todos ellos es el Phở, consistente en una sencilla sopa de fideos de arroz que a menudo se come como plato de desayuno en casa o en los cafés callejeros, pero también se sirve en los restaurantes como plato de almuerzo. En la ciudad son especialmente populares dos variedades, el Pho Bo, que contiene carne de vacuno, y el Pho Ga, que contiene pollo. Además Hanói ha sido seleccionada por la revista Shermans Travel como una de las diez mejores ciudades del mundo para comer, destacando además el mencionado Phở como una de las cinco mejores comidas callejeras.
Hanói tiene un buen número de restaurantes en cuyos menús se ofrecen específicamente platos que contienen carne de serpiente y varias especies de insectos, siendo populares estos últimos en la zona de Khuong Thuong. Los platos "estrella" de este tipo de restaurantes son los que contienen huevos de hormiga, a menudo cocinados al estilo tailandés o de forma similar a como lo hacen diversas etnias de Vietnam.

### Lugares de interés
Dado que Hanói es la capital de Vietnam, la ciudad es considerada uno de los principales centros culturales del país, y la mayoría de las dinastías del país dejaron su impronta. Aunque algunos monumentos no han llegado a nuestros días tras el paso del tiempo y las guerras, la ciudad conserva aún muchos monumentos de interés histórico y cultural. Incluso cuando la capital de Vietnam fue trasladada a Huế en 1802, durante el reinado de la dinastía Nguyễn, la ciudad siguió floreciendo, especialmente tras la llegada de los franceses en 1888, quienes modelaron la arquitectura de la ciudad según sus gustos, dejando un rico patrimonio. Hanói es la ciudad de Vietnam con un mayor número de centros culturales, y ha logrado conservar el patrimonio adquirido durante los últimos cientos de años.
En la ciudad de Hanói, se erige la ciudadela imperial de Thang Long, que fue elegida en 2010 como sitio número 900 inscrito en la lista del Patrimonio de la Humanidad de la Unesco

La ciudadela imperial de Thang Long-Hanoi (Viet Nam) se convirtió . Fue edificada en el siglo XI por la dinastía Viêt de los Ly para concretar la independencia del Dai Viêt. Fue construida sobre los vestigios de una fortaleza china del siglo VII en terrenos drenados del delta del Río Rojo, en Hanoi. Durante casi trece siglos fue sede del poder político regional. Los edificios de la ciudad imperial y los vestigios de la zona arqueológica 18 Hoang Diêu son la expresión de una cultura original del sureste asiático, propia del bajo valle del Río Rojo, en la intersección de influencias venidas de China, en el norte, y del antiguo valle de Champa, en el sur. (UNESCO/BPI).

Otros lugares para visitar en la capital de Hanói: Phố Cổ (Barrio Antiguo), Calle del Tren, Mausoleo de Ho Chi Minh, Pagoda del Pilar Único, Templo de la Literatura, Pagoda Tran Quoc, Museo de Etnología de Vietnam, Museo de Bellas Artes de Vietnam, Museo de Ho Chi Minh:

### Deporte

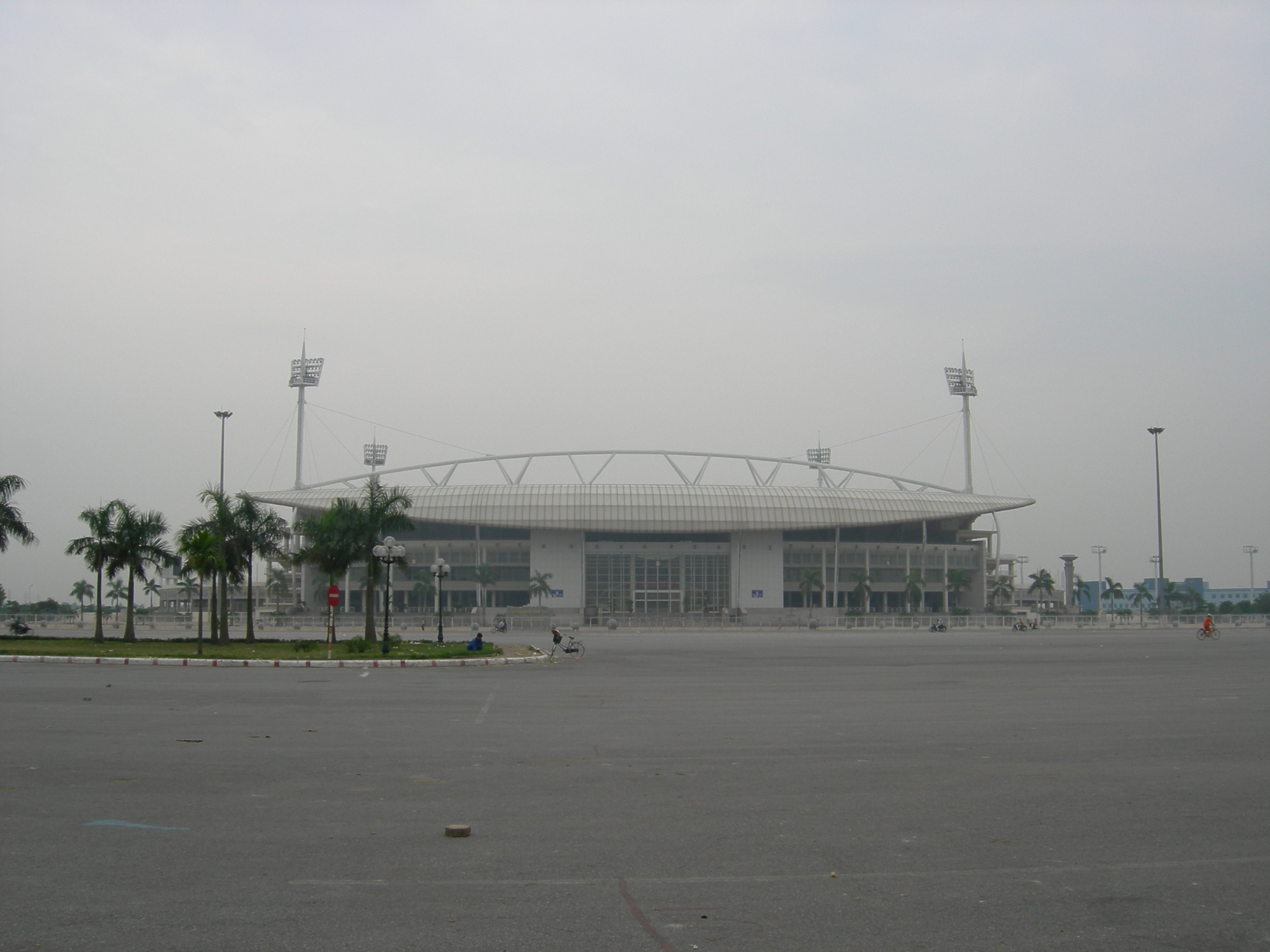
El Estadio Nacional My Dinh en el que juega como local la selección de fútbol de Vietnam tiene su sede en la ciudad.

Como la mayoría de capitales, Hanói alberga muchos de los clubes deportivos más importantes de Vietnam. La ciudad cuenta con dos clubes de fútbol profesionales, el Hanoi T&T Football Club y el Hanoi Football Club que juegan en la V-League, la máxima categoría nacional. El The Cong era club del ejército y contaba con el mayor número de aficionados del país; este club era el club más laureado del país y tenía su sede en Hanói, pero desapareció en 2009.
Durante la etapa en la que era la capital de Vietnam del Norte había distintos gremios profesionales en la ciudad que contaban con sus propios equipos de sus trabajadores.
Los atletas de Hanói han desempeñado siempre un papel importante en la delegación deportiva vietnamita para asistir a las competiciones internacionales. Entre 2001 y 2003, los atletas de la ciudad alcanzaron un total de 3414 medallas, entre ellas: 54 medallas mundiales, 95 de Asia, 647 medallas en el sudeste de Asia y 2591 medallas en el torneo nacional.
Hanói es la ciudad vietnamita en la que un mayor porcentaje de ciudadanos hacen ejercicio físico de forma regular, un 28,5 %. No obstante, debido a la escasez de espacio urbano disponible, la mayoría de la población no cuenta con suficientes lugares o instalaciones en los que practicar deportes. Algunas escuelas tienen un área grande para la práctica deportiva, pero es frecuente el uso de parte de esta zona para construir pistas de tenis, por lo que el espacio para otros deportes se reduce, y los estudiantes de la ciudad a menudo tienen que jugar en espacios reducidos.

## Hanói en la cultura y el arte

### Música
Hanói es una inspiración de escritura para muchos músicos. Se han escrito miles de canciones sobre Hanói en muchos temas. En primer lugar, es una imagen de Hanói con un espíritu heroico y fuerte en la posición de la capital en la lucha por la defensa nacional. Durante estos años, Van Cao escribió a Hanói algunas marchas como la canción de marcha de Thang Long, Go Dong Da, Tien yendo a Hanói. Cuando los soldados del Regimiento de la Capital tuvieron que salir de Hanói, uno de ellos, el músico Nguyen Dinh Thi, escribió la canción "The Hanoi People", que ahora es familiar. La imagen de Hanói en la guerra con el colonialismo francés es también tema de obras como: "Going to the Capital" de Huy Du, "Emoción de octubre" de Nguyen Thanh, "Sunny Ba Dinh" de Bui Cong Ky. Durante los años antiamericanos, la heroica capital en combate y construcción fue fuertemente representada en obras como "Hanoi Song" de Vu Thanh, "Hanoi - Dien Bien Phu" de Pham Tuyen, "Cuando la ciudad se ilumina" de Thai Co, "Voice of Hanoi" de Van An, etc. Además, Hanói presenta su aspecto antiguo, señorial y romántico, con "luces colgantes", "Hay una sombra de luna poética impresa en la superficie del lago", con la imagen de una niña "un pañuelo ondeando en el hombro de alguien", "Camisa blanca Trung Vuong, Tay Son. Vuelvo a casa de la escuela"., Hanói es la antigua fecha de Song Ngoc o Querida hermana sureña de Doan Chuan. La belleza de la naturaleza, el paisaje, la gente, la tradición histórica y la elegancia única de Hanói retratada audaz a través del tono de muchos músicos de Vietnam en muchas generaciones diferentes, como Hoang Hiep con "Recuerde Hanoi", Phan Nhan con "Creencia y esperanza de Hanoi", Hoang Van con "Love Hanoi", Van Ky con "Hanoi Blue Heaven" y "Hanoi Spring", Nguyen Duc Toan con "Hanoi con un corazón rosa", Tran Hoan con "La canción de Hanoi", Trinh Cong Son con "Recuerda el otoño de Hanoi", con "Para siempre es mi infancia en Hanoi", Duong Thu con "Esperando ansiosamente Hanoi", Phu Quang con "Querida, calle Hanoi", "Día de regreso a Hanoi", "Noche tranquila en Hanoi", Pham Minh Tuan con "Hanoi, susurra en mí", Nguyen Tien con "Lluvia por la tarde en Hanoi", Tran Quang Loc con "¿Te caes en Hanoi", Truong Quy Hai con "Temporada de Hanoi sin lluvia?", Le Vinh con "Hanoi and Me", Vu Quang Trung con "Hanoi Afternoon", etc. Algunos hitos de Hanói también se convertirán en temas de composición musical como "A Glimpse of Tay Ho" de Pho Duc Phuong, "Río rojo espontáneo" de Tran Tien, Esta es también una belleza muy singular de la capital de Hanói.
Lista de canciones sobre Thang Long - Hanói
| Título de la canción                                 | Músico, compositor                                    | Año de creación | Intérprete                                                                                           | Notas                                                              |
| ---------------------------------------------------- | ----------------------------------------------------- | --------------- | --- | ------------------------------------------------------------------ |
| Anh có nghe thấy không                               | Hữu Xuân / Lê Thảo Quỳnh                              | 2004            | Ngọc Tân, Nhật Trung                                                                                 |                                                                    |
| Áo cũ dây phơi                                       | Nguyễn Tuấn                                           |                 | Nguyễn Tuấn                                                                                          |                                                                    |
| Áo trắng em qua                                      | Lê Minh Sơn                                           | 2008            | Ngọc Khuê                                                                                            |                                                                    |
| Ba Đình nắng                                         | Bùi Công Kỳ / Vũ Hoàng Định                           |                 | Trần Khánh, Trần Thụ, Tuấn Phong                                                                     |                                                                    |
| Bài ca của một người Hà Nội                          | Huy Du                                                |                 | Trần Khánh                                                                                           |                                                                    |
| Bài ca Hà Nội                                        | Vũ Thanh                                              |                 | Tuyết Thanh, Lê Dung, Trọng Tấn, Lan Anh, Mỹ Linh                                                    |                                                                    |
| Bài ca sông Hồng                                     |                                                       | 2003            | Bức Tường                                                                                            |                                                                    |
| Bản tango Hà Nội                                     | Diệp Minh Tuyền                                       |                 | Thế Sơn                                                                                              |                                                                    |
| Bâng khuâng phố cổ                                   | Quỳnh Hợp / Mai Hữu Tước                              |                 | Tùng Dương                                                                                           |                                                                    |
| Bất chợt Sài Gòn nhớ Hà Nội                          | Thiên Lý / Trần Vĩnh                                  | 2010            | Thiên Lý, Khánh Vân                                                                                  |                                                                    |
| Bên dòng sông Cái                                    | Phó Đức Phương                                        |                 | Tùng Dương, Lan Hương, Minh Thư                                                                      |                                                                    |
| Bồ câu hạt thóc                                      | Nguyễn Tuấn                                           |                 | Thái Thùy Linh                                                                                       |                                                                    |
| Cảm giác yêu                                         | Nguyễn Vĩnh Tiến                                      |                 | Ngọc Khuê                                                                                            |                                                                    |
| Cảm ơn Hà Nội                                        | Nguyễn Lê Tâm                                         |                 | Đức Long                                                                                             |                                                                    |
| Cảm xúc tháng Mười                                   | Nguyễn Thành / Tạ Hữu Yên                             |                 | Lê Dung, Quang Thọ                                                                                   |                                                                    |
| Chào Hà Nội 1000 năm                                 | Hữu Xuân                                              |                 | |                                                                    |
| Chào Thăng Long, chào Hà Nội                         | Hoàng Vân / Lê Anh Xuân                               |                 | Quốc Hương                                                                                           |                                                                    |
| Chào Thăng Long Hà Nội ngàn năm tuổi                 | Hữu Xuân                                              |                 | Tùng Dương                                                                                           |                                                                    |
| Chiến thắng xuân Kỷ Dậu                              | Xuân Điềm / Nguyễn Duy                                |                 | Khánh Ly, Thanh Mai, Duy Quang                                                                       |                                                                    |
| Chiều Hà Nội                                         | Vũ Quang Trung                                        |                 | Mỹ Linh, Tam ca Áo Trắng                                                                             |                                                                    |
| Chiều hồ Gươm                                        | Trần Thụ                                              |                 | Hồng Nhung                                                                                           |                                                                    |
| Chiều hồ Gươm                                        | Đặng An Nguyên                                        |                 | Lê Dung                                                                                              |                                                                    |
| Chiều mưa Hà Nội                                     | Nguyễn Tiến                                           |                 | Ý Lan, Lam Trường, Nguyên Khang, Hồ Quỳnh Hương...                                                   |                                                                    |
| Chiều phủ Tây Hồ                                     | Phú Quang / Thái Thăng Long                           |                 | Lê Dung, Ngọc Anh, Diễm Liên, Ái Vân, Thanh Lam, Lệ Quyên                                            |                                                                    |
| Con đường hoa sấu                                    | Hữu Xuân / Đinh Trần Toán                             |                 | Nhật Trung                                                                                           |                                                                    |
| Cô thợ nề thủ đô                                     | Lưu Bách Thụ                                          |                 | Thanh Hoa, Ngọc Bé                                                                                   |                                                                    |
| Có một chiều như thế hồ Gươm                         | Tân Huyền                                             |                 | Bảo Yến                                                                                              |                                                                    |
| Có phải em mùa thu Hà Nội ?                          | Trần Quang Lộc / Tô Như Châu                          | 1972            | Hồng Nhung, Thu Phương, Thái Thanh, Khánh Ly, La Sương Sương,...                                     |                                                                    |
| Có phải Hà Nội là em ?                               |                                                       |                 | |                                                                    |
| Cốm làng Vòng                                        | Lê Minh Sơn                                           | 2008            | Ngọc Khuê                                                                                            |                                                                    |
| Cửa ô nhịp phố                                       | Trương Ngọc Ninh                                      |                 | Hồ Quỳnh Hương                                                                                       |                                                                    |
| Dương cầm thu không em                               | An Thuyên                                             |                 | Trọng Tấn, Lê Anh Dũng                                                                               |                                                                    |
| Đêm mùa đông Hà Nội                                  | Hoàng Phúc Thắng                                      |                 | Thùy Dung                                                                                            |                                                                    |
| Đêm Hà Nội nhớ                                       | Trần Viết Tân                                         |                 | Thanh Lam                                                                                            |                                                                    |
| Đêm hồ Gươm                                          | Trần Hoàn                                             |                 | Thanh Lam                                                                                            |                                                                    |
| Đêm tựa cửa                                          | Ngọc Đại / Vi Thùy Linh                               |                 | Ngọc Khuê                                                                                            |                                                                    |
| Đi trong Hà Nội                                      | Trang                                                 |                 | Trang                                                                                                |                                                                    |
| Đông về trên phố                                     | Tố Nga                                                |                 | Ngọc Ánh                                                                                             |                                                                    |
| Đoản khúc mùa thu Hà Nội                             | Trịnh Công Sơn                                        |                 | Hồng Nhung, Vũ Khanh, Trịnh Vĩnh Trinh, Lô Thủy, Quang Lý,...                                        |                                                                    |
| Em bé Hà Nội                                         | Hoàng Vân                                             |                 | |                                                                    |
| Em dạo này                                           | Vũ Đinh Trọng Thắng                                   |                 | Ngọt                                                                                                 |                                                                    |
| Em Hà Nội                                            | Nguyễn Tuấn / Phan Thành Tài                          |                 | Đoan Trang                                                                                           |                                                                    |
| Em Hà Nội                                            | Phạm Nguyên Anh / Hoàng Anh Tuấn                      |                 | Như Mai                                                                                              |                                                                    |
| Em ơi Hà Nội phố                                     | Phú Quang / Phan Vũ                                   |                 | Hồng Nhung, Tuấn Ngọc, Bằng Kiều, Cẩm Vân, Thanh Lam, Lê Dung, Lệ Thu...                             |                                                                    |
| Em yêu Hà Nội                                        | Hoàng Vân                                             |                 | |                                                                    |
| Gánh hàng hoa                                        | An Hiếu                                               |                 | Hoàng Nghiệp                                                                                         |                                                                    |
| Gặp nhau giữa trời thu Hà Nội                        | Phạm Tuyên                                            |                 | |                                                                    |
| Giấc mơ Hà Nội                                       | Y Vân - Y Vũ                                          |                 | Khánh Ly                                                                                             |                                                                    |
| Giấc mơ hồi hương                                    | Vũ Thành                                              |                 | Thái Thanh, Lệ Thu, Khánh Hà, Ngọc Hạ, Trần Đức,...                                                  |                                                                    |
| Gò Đống Đa                                           | Văn Cao                                               | 1942            | |                                                                    |
| Gọi tôi Hà Nội                                       | Trịnh Minh Hiền                                       |                 | Ngọc Khuê                                                                                            |                                                                    |
| Gửi nắng về Hà Nội                                   |                                                       |                 | Nam Hải                                                                                              |                                                                    |
| Gửi người em gái                                     | Đoàn Chuẩn                                            |                 | Ngọc Bảo, Trần Hiếu, Hồng Nhung                                                                      |                                                                    |
| Gửi người Hà Nội                                     |                                                       |                 | Nhóm Lá Xanh                                                                                         |                                                                    |
| Gửi về Hà Nội-Sài Gòn                                | Phạm Vũ                                               |                 | Mai Hương                                                                                            |                                                                    |
| Gươm tráng sĩ                                        | Phạm Duy                                              | 1944            | |                                                                    |
| Hà Nội                                               | Ngô Nguyễn Trần / Tâm Thơ                             | 2008            | Ngọc Ánh                                                                                             |                                                                    |
| Hà Nội                                               | Nguyễn Vĩnh Tiến                                      | 2008            | Ngọc Khuê, Thùy Chi                                                                                  |                                                                    |
| Hà Nội hip hop                                       | Ngô Tự Lập                                            |                 | Ngô Hồng Quang                                                                                       |                                                                    |
| Hà Nội-Huế-Sài Gòn                                   | Hoàng Vân / Lê Nguyên                                 | 1960            | Thanh Huyền, Anh Thơ                                                                                 |                                                                    |
| Hà Nội 12 mùa hoa                                    | Giáng Son                                             |                 | Thu Phương, Dương Hoàng Yến                                                                          |                                                                    |
| Hà Nội 49                                            | Trần Văn Nhơn                                         | 1949            | Duy Trác, Khánh Ly, Mai Hoa                                                                          |                                                                    |
| Hà Nội cà phê ơi                                     | Đình Văn / Nguyễn Đình                                | 2004            | Đàm Vĩnh Hưng                                                                                        |                                                                    |
| Hà Nội chiều                                         | Bùi Trọng Nghĩa                                       |                 | Khánh Ly                                                                                             |                                                                    |
| Hà Nội có em                                         | Minh Nhiên                                            |                 | Hồng Ngọc, Quang Dũng                                                                                |                                                                    |
| Hà Nội của bố                                        | Nguyễn Đăng Khoa / Nguyễn Hoàng Long / Võ Việt Phương |                 | Tam ka PKL (KraziNoyze, EmceeL và JGKiD)                                                             |                                                                    |
| Hà Nội của tôi                                       | Kim Dung / Văn Dung                                   |                 | Ngọc Anh                                                                                             |                                                                    |
| Hà Nội của tôi                                       | Tiến Minh                                             |                 | Mai Diệu Ly                                                                                          |                                                                    |
| Hà Nội của ta                                        | Vĩnh Cát                                              |                 | Trọng Tấn                                                                                            |                                                                    |
| Hà Nội của tôi ơi                                    | Lê Minh Sơn                                           | 2010            | Tùng Dương                                                                                           |                                                                    |
| Hà Nội cũ                                            | Nguyễn Thành Trung                                    |                 | Mai Diệu Ly                                                                                          |                                                                    |
| Hà Nội đêm                                           | An Thuyên / Phú Bắc                                   |                 | Dương Tùng Lâm                                                                                       |                                                                    |
| Hà Nội đêm mùa đông                                  | Hoàng Phúc Thắng                                      |                 | Ngọc Khuê                                                                                            |                                                                    |
| Hà Nội đêm trở gió                                   | Trọng Đài / Chu Lai                                   |                 | Mỹ Linh, Hồng Nhung, Vũ Khanh, Ngọc Hạ, Đàm Vĩnh Hưng,...                                            |                                                                    |
| Hà Nội-Điện Biên Phủ                                 | Phạm Tuyên                                            | 1972            | |                                                                    |
| Hà Nội em                                            | Trần Viết Tân                                         |                 | Hồng Nhung                                                                                           |                                                                    |
| Hà Nội, em và mùa xuân                               | Quốc Dũng                                             |                 | Bảo Yến, Mỹ Lệ, Quang Linh                                                                           |                                                                    |
| Hà Nội giờ tan tầm                                   | Nguyễn Trọng Đức / Trần Minh Phương / Quách Văn Thơm  |                 | Da LAB                                                                                               |                                                                    |
| Hà Nội gọi trả thù                                   | Mộng Lân                                              |                 | |                                                                    |
| Hà Nội hoài thương                                   | Phạm Vũ                                               |                 | Kim Tước                                                                                             |                                                                    |
| Hà Nội kỷ niệm suốt đời tôi                          | Tuấn Phong                                            |                 | Tuấn Phong                                                                                           |                                                                    |
| Hà Nội linh thiêng, hào hoa                          | Lê Mây                                                |                 | Trọng Tấn                                                                                            |                                                                    |
| Hà Nội mùa hoa phượng                                | Nguyễn Thành An                                       |                 | Tấn Minh                                                                                             |                                                                    |
| Hà Nội mùa hoa sữa                                   | Nguyễn Chí Vũ                                         |                 | Tiến Hỉ                                                                                              |                                                                    |
| Hà Nội mùa lá bay                                    | Hữu Xuân                                              |                 | Ngọc Tân, La Sương Sương                                                                             |                                                                    |
| Hà Nội mùa này sấu chín chưa em                      |                                                       |                 | Tấn Minh                                                                                             |                                                                    |
| Hà Nội mùa thay màu lá                               | Nguyễn Thừa Thiên                                     | 2017            | |                                                                    |
| Hà Nội mùa thu                                       | Vũ Thanh                                              |                 | Mỹ Linh, Thùy Dung, Đăng Dương, Trọng Tấn                                                            |                                                                    |
| Hà Nội mùa thu sớm                                   | Mai Lâm                                               |                 | Mỹ Linh, Vũ Khanh                                                                                    |                                                                    |
| Hà Nội mùa vắng những cơn mưa                        | Trương Quý Hải / Bùi Thanh Tuấn                       | 1993            | Cẩm Vân, Hồng Nhung, Mỹ Linh, Ngọc Tân, Thu Phương, Khánh Hà, Vũ Khanh, Trần Thái Hòa, Lâm Nhật Tiến |                                                                    |
| Hà Nội mùa xuân                                      | Văn Ký                                                |                 | Thanh Lan, Bích Vượng, Lan Anh                                                                       |                                                                    |
| Hà Nội ngàn năm                                      | KraziNoyze / Novalane                                 |                 | KraziNoyze, Novalane                                                                                 |                                                                    |
| Hà Nội ngày ấy                                       | Trần Tiến                                             |                 | Trần Tiến, Trần Thu Hà                                                                               |                                                                    |
| Hà Nội ngày chia xa                                  | Hữu Xuân / Lê Kim Thành                               |                 | Ngọc Tân                                                                                             |                                                                    |
| Hà Nội ngày tháng cũ                                 | Song Ngọc                                             |                 | Sĩ Phú, Vũ Khanh, Khánh Hà, Ngọc Hạ, Thùy Dương, Minh Quân, Thu Phương                               |                                                                    |
| Hà Nội ngày trở về                                   | Phú Quang / Doãn Thanh Tùng                           |                 | Thu Phương                                                                                           |                                                                    |
| Hà Nội nhớ                                           | Ngọc Sơn                                              |                 | Ngọc Sơn                                                                                             |                                                                    |
| Hà Nội những công trình                              | Quốc Trường                                           |                 | Tiến Thành                                                                                           |                                                                    |
| Hà Nội những đêm không ngủ                           | Phạm Tuyên                                            |                 | Trần Hiếu                                                                                            |                                                                    |
| Hà Nội những kỷ niệm trong tôi                       | Doãn Bông                                             |                 | Quý Dương, Tấn Minh                                                                                  |                                                                    |
| Hà Nội những năm 2000                                | Trần Tiến                                             |                 | Quang Linh, Phương Thanh                                                                             |                                                                    |
| Hà Nội niềm tin và hy vọng                           | Phan Nhân                                             | 1972            | Trần Khánh, Đăng Dương...                                                                            |                                                                    |
| Hà Nội, nơi tìm về                                   | Lê Thành Trung                                        |                 | |                                                                    |
| Hà Nội ở Sài Gòn                                     | Trang                                                 |                 | Trang                                                                                                |                                                                    |
| Hà Nội ơi, thầm hát trong tôi                        | Phạm Minh Tuấn                                        |                 | Ngọc Tân, Hồng Nhung                                                                                 |                                                                    |
| Hà Nội phố                                           | Hà Okio                                               |                 | Hà Okio                                                                                              |                                                                    |
| Hà Nội phố xuân                                      | Quỳnh Hợp / Nguyễn Nho Khiêm                          |                 | Hoàng Hải                                                                                            |                                                                    |
| Hà Nội Pride                                         | KraziNoyze / Novalane                                 |                 | KraziNoyze, Novalane                                                                                 |                                                                    |
| Hà Nội-Sài Gòn                                       | KraziNoyze / Novalane                                 |                 | KraziNoyze, Novalane                                                                                 |                                                                    |
| Hà Nội thu                                           | Hữu Xuân / Thái Thăng Long                            |                 | Nhật Trung                                                                                           |                                                                    |
| Hà Nội thu nhớ                                       | Phạm Vinh                                             |                 | Tuấn Ngọc                                                                                            |                                                                    |
| Hà Nội tình yêu tôi                                  | An Thuyên                                             |                 | Trọng Tấn, Lê Anh Dũng                                                                               |                                                                    |
| Hà Nội tôi                                           | Nguyễn Cường                                          |                 | Tùng Dương                                                                                           |                                                                    |
| Hà Nội tôi đi trong tiếng hát                        | Nguyên Nhung                                          |                 | Tường Vi                                                                                             |                                                                    |
| Hà Nội trái tim hồng                                 | Nguyễn Đức Toàn                                       |                 | Mai Hoa                                                                                              |                                                                    |
| Hà Nội trên tầm cao chiến thắng                      | Tân Huyền                                             |                 | Bích Liên                                                                                            |                                                                    |
| Hà Nội trong mắt ai                                  | Văn Vượng                                             |                 | Văn Vượng                                                                                            |                                                                    |
| Hà Nội trong tôi                                     | Lương Hải / Nguyễn Thị Thanh Hảo                      |                 | Trọng Tấn                                                                                            |                                                                    |
| Hà Nội và tôi                                        | Lê Vinh                                               |                 | Trung Đức, Ngọc Tân                                                                                  |                                                                    |
| Hà Nội và tôi                                        | Trần Thiện Thanh                                      |                 | Nhật Trường                                                                                          |                                                                    |
| Hát về ngôi trường xưa                               | Hữu Xuân                                              |                 | Nhật Trung                                                                                           |                                                                    |
| Hãy xứng đáng văn hiến là người dân thủ đô           | Lê My                                                 |                 | Nam Hải                                                                                              |                                                                    |
| Hoa sữa                                              | Hồng Đăng                                             |                 | Thanh Lam, Lê Dung, Hồng Nhung, Thanh Hoa, Lệ Quyên, Nhã Phương...                                   | Nhạc nền bộ phim Hà Nội mùa chim làm tổ (1978)                     |
| Hoa sữa                                              | Hữu Xuân / Nguyễn Phan Hách                           |                 | |                                                                    |
| Hồ Gươm chiều thu                                    | An Thuyên                                             |                 | Hồng Ngọc                                                                                            |                                                                    |
| Hồ Gươm sáng sớm                                     | Lưu Thiên Hương                                       |                 | Hoàng Hải                                                                                            |                                                                    |
| Huế-Sài Gòn-Hà Nội                                   | Trịnh Công Sơn                                        | 1969            | Khánh Ly, Lê Uyên, Miên Đức Thắng, Trịnh Công Sơn, Hồng Nhung, Cẩm Vân,...                           |                                                                    |
| Hướng về Hà Nội                                      | Hoàng Dương                                           |                 | Duy Trác, Tuấn Ngọc, Lệ Thu, Cẩm Vân,...                                                             |                                                                    |
| Hướng về nghìn năm Thăng Long                        | Ngô Nguyễn Trần / Tâm Thơ                             | 2010            | Huỳnh Lợi                                                                                            |                                                                    |
| Hùng thiêng Thăng Long                               | Trần Lưu/ Nguyễn Việt Chiến                           | 2012            | Hữu Quang                                                                                            |                                                                    |
| Im lặng đêm Hà Nội                                   | Phú Quang / Phạm Thị Ngọc Liên                        |                 | Thanh Lam, Hồng Nhung, Thu Phương, Ngọc Anh, Tấn Minh                                                |                                                                    |
| Khát khao Hà Nội                                     | Trần Hữu Bích                                         |                 | Hồng Nhung                                                                                           |                                                                    |
| Khi thành phố lên đèn                                | Thái Cơ                                               |                 | Thu Hiền                                                                                             |                                                                    |
| Khu tập thể                                          | KraziNoyze / Novalane                                 |                 | KraziNoyze, Novalane                                                                                 |                                                                    |
| Khúc hát người Hà Nội                                | Trần Hoàn                                             |                 | Hồ Quỳnh Hương                                                                                       |                                                                    |
| Khúc Romance Hà Nội                                  | Nguyễn Cường                                          |                 | Anh Bằng                                                                                             |                                                                    |
| Kỷ niệm mùa thu Hà Nội                               |                                                       |                 | Quang Hà                                                                                             |                                                                    |
| Kỷ niệm thành phố tuổi thơ                           | Lưu Hà An                                             |                 | 5 Dòng Kẻ                                                                                            |                                                                    |
| Ký ức Hà Nội                                         |                                                       |                 | Toàn Nguyễn                                                                                          |                                                                    |
| Lãng đãng chiều đông Hà Nội                          | Phú Quang / Tạ Quốc Chương                            |                 | Mỹ Linh, Ngọc Khuê, Tấn Minh                                                                         |                                                                    |
| Lời thề quyết tử (Thủ đô huyết thệ)                  | Lương Ngọc Trác / Lĩnh Nam                            | 1947            | |                                                                    |
| Mãi vẫn là tuổi thơ tôi Hà Nội / Nhớ tuổi thơ Hà Nội | Nguyễn Cường                                          |                 | Đức Chính, Ngọc Khuê, Tùng Dương                                                                     |                                                                    |
| Mắt buồn Hà Nội                                      | Thanh trang                                           | 2008            | Tâm Hảo                                                                                              |                                                                    |
| Mơ dạo xuân Hà Nội                                   | Phạm Duy / Thảo Chi                                   | 2004            | Mộng Thủy                                                                                            |                                                                    |
| Mơ về nơi xa lắm                                     | Phú Quang                                             |                 | Ngọc Anh, Tấn Minh                                                                                   |                                                                    |
| Mong về Hà Nội                                       | Dương Thụ                                             |                 | Hồng Nhung, Mỹ Linh                                                                                  |                                                                    |
| Mối tình đầu                                         | Thế Duy / Nguyễn Phan Hách                            |                 | Quý Dương                                                                                            |                                                                    |
| Một chiều gió bấc về                                 | Nguyễn Cường                                          |                 | Trọng Tấn                                                                                            |                                                                    |
| Một thoáng Hà Nội và em                              | Hà Vinh / Thanh Bình                                  |                 | |                                                                    |
| Một thoáng Tây Hồ / Một thoáng hồ Tây                | Phó Đức Phương                                        |                 | Thanh Lam, La Sương Sương, Niels Lan Doky                                                            |                                                                    |
| Mùa hoa Hà Nội nở / Mùa hoa nở                       | Cung Tiến                                             |                 | Mai Hương                                                                                            |                                                                    |
| Mưa Sài Gòn mưa Hà Nội                               | Phạm Đình Chương / Hoàng Anh Tuấn                     |                 | Ái Vân, Mai Hương, Lê Uyên, Hương Lan,...                                                            |                                                                    |
| Mùa thu Hà Nội                                       | Hoàng Thy                                             |                 | Lily Doiron                                                                                          |                                                                    |
| Mùa thu trắng                                        | Trần Tiến                                             |                 | Trần Thu Hà                                                                                          |                                                                    |
| Mùa xuân làng lúa làng hoa                           | Ngọc Khuê                                             |                 | Thanh Hoa, Trung Anh, Mỹ Lệ, Tố Nga                                                                  |                                                                    |
| Nắng thu Hà Nội                                      |                                                       |                 | Công Trứ                                                                                             |                                                                    |
| Này người ơi - Tôi đi... (Con đường cái quan 5)      | Phạm Duy                                              | 1960            | Thái Thanh - Duy Khánh, Ban Ngàn Khơi                                                                |                                                                    |
| Ngẫu hứng phố                                        | Trần Tiến                                             |                 | Trần Thu Hà, Hà Anh Tuấn                                                                             |                                                                    |
| Ngẫu hứng sông Hồng                                  | Trần Tiến                                             |                 | Hồng Nhung, Quang Vinh, Phương Thanh, Thanh Lam, Phạm Anh Khoa, Tam ca 3A, Khánh Linh                |                                                                    |
| Nghìn năm Thăng Long                                 | Ngô Nguyễn Trần / Tâm Thơ                             | 2010            | Lê Nam Khánh                                                                                         |                                                                    |
| Người em Hà Nội                                      | Hoàng Thi Thơ                                         |                 | Khánh Ly                                                                                             |                                                                    |
| Người Hà Nội                                         | Nguyễn Đình Thi                                       | 1947            | Lê Dung, Trọng Tấn, Cao Minh, Ánh Tuyết                                                              |                                                                    |
| Nhớ em Hà Nội                                        | Song Ngọc                                             |                 | Vũ Khanh                                                                                             |                                                                    |
| Nhớ mãi Hà Nội ơi                                    | Đỗ Văn Phúc                                           |                 | Phúc Tiệp                                                                                            |                                                                    |
| Nhớ mùa đông Hà Nội                                  | KraziNoyze / Novalane                                 |                 | KraziNoyze, Novalane                                                                                 |                                                                    |
| Nhớ mùa thu Hà Nội                                   | Trịnh Công Sơn                                        |                 | Tuấn Ngọc, Vũ Khanh, Hồng Nhung, Thanh Hà                                                            |                                                                    |
| Nhớ sắc hoa Hà Nội                                   | Thang Nga / Hoài An                                   |                 | |                                                                    |
| Nhớ thành phố hoa đào                                | Phan Long                                             |                 | Hồng Nhung                                                                                           |                                                                    |
| Nhớ về Hà Nội                                        | Hoàng Hiệp                                            |                 | Hồng Nhung, Lệ Thu, Ánh Tuyết, Mỹ Tâm, Văn Mai Hương                                                 |                                                                    |
| Những mùa đông yêu dấu                               | Đỗ Bảo                                                |                 | Tấn Minh                                                                                             |                                                                    |
| Nỗi lòng người đi                                    | Anh Bằng                                              |                 | Vũ Khanh, Tuấn Ngọc, Khánh Hà,...                                                                    |                                                                    |
| Nỗi nhớ mùa đông                                     | Phú Quang                                             |                 | Hồng Nhung, Ngọc Tân, Ngọc Anh, Tấn Minh                                                             |                                                                    |
| Nồng nàn Hà Nội                                      | Nguyễn Đức Cường                                      |                 | Nguyễn Đức Cường, M4U, Hoàng Hải, Ngọc Khuê                                                          |                                                                    |
| Phật giáo Việt Nam và nghìn năm Thăng Long           | Ngô Nguyễn Trần / Tâm Thơ                             | 2010            | Hoàng Hiệp                                                                                           |                                                                    |
| Phố cổ                                               | Nguyễn Duy Hùng                                       |                 | Thùy Chi, Hồng Nhung                                                                                 |                                                                    |
| Phố cũ của tôi                                       | Phú Quang                                             |                 | Tấn Minh                                                                                             |                                                                    |
| Phố nghèo                                            | Trần Tiến                                             |                 | Trần Thu Hà, Quang Hà, Hồng Mơ                                                                       |                                                                    |
| Phố mưa Hà Nội                                       | Hồng Hà                                               |                 | |                                                                    |
| Phố xưa                                              | Tố Nga                                                |                 | Song Giang                                                                                           |                                                                    |
| Quê xa                                               | Mai Vinh                                              |                 | Lê Anh Dũng                                                                                          |                                                                    |
| Rét đầu mùa                                          | Lê Minh Sơn                                           |                 | Thanh Lam, Hoàng Quyên                                                                               |                                                                    |
| Sài Gòn Hà Nội                                       | Lưu Thiên Hương                                       |                 | Quang Anh                                                                                            |                                                                    |
| Sẽ về thủ đô                                         | Huy Du                                                |                 | Đức Tuấn                                                                                             |                                                                    |
| Tên lửa ta đánh rất hay                              | Huy Thục                                              |                 | Bích Liên, Tường Vi                                                                                  | Nhạc nền phim tài liệu "Hà Nội ta đánh Tây giỏi, đánh Mỹ càng hay" |
| Thao thức                                            | Nguyễn Lê Tâm / Nguyễn Đăng Luận                      |                 | Tạ Quang Thắng                                                                                       |                                                                    |
| Tháng năm hoa loa kèn                                | Hữu Xuân                                              |                 | Nhật Trung                                                                                           |                                                                    |
| Thăng Long - Hà Nội đẹp mãi nghìn năm                | Nguyễn Hữu Đào                                        |                 | Đặng Minh Hải                                                                                        |                                                                    |
| Thăng Long hành khúc ca                              | Văn Cao / Đỗ Hữu Ích                                  | 1942            | |                                                                    |
| Thăng Long huyền thoại                               | DJ 28 mix                                             |                 | DJ 28                                                                                                |                                                                    |
| Thăng Long mùa xuân đại thắng                        | Nguyễn Văn Hiên                                       |                 | Đức Tuấn                                                                                             |                                                                    |
| Thăng Long nghìn năm                                 | Trần Quang                                            |                 | Huỳnh Lợi                                                                                            |                                                                    |
| Thành thị                                            | Nguyễn Duy Hùng                                       |                 | Thùy Chi                                                                                             |                                                                    |
| Thư Hà Nội                                           | Nguyễn Vĩnh Tiến                                      |                 | Thuỳ Chi, Hồng Nhung                                                                                 |                                                                    |
| Thư pháp                                             | Nguyễn Duy Hùng                                       |                 | Ngọc Khuê, Đan Trường                                                                                |                                                                    |
| Tiến về Hà Nội                                       | Văn Cao                                               | 1949            | Hợp ca                                                                                               |                                                                    |
| Tiếng bước trên đường khuya                          | Phạm Duy                                              | 1947            | Khánh Ly                                                                                             |                                                                    |
| Tiếng nói Hà Nội                                     | Văn An                                                | 1960            | Văn Vượng, Đăng Dương                                                                                |                                                                    |
| Tiếng sông Hồng (Hội trùng dương 1)                  | Phạm Đình Chương                                      |                 | Thái Thanh, Ban Thăng Long, Thanh Lan, Ánh Tuyết, Thiên Kim, Anh Bằng, Đức Tuấn...                   |                                                                    |
| Tìm em                                               | Đoàn Bổng / Hùng Anh                                  |                 | Trọng Tấn                                                                                            |                                                                    |
| Tìm Hà Nội                                           | Ngô Hồng Quang                                        |                 | Ngô Hồng Quang                                                                                       |                                                                    |
| Tình yêu Hà Nội                                      | Hoàng Vân                                             |                 | Trọng Tấn, Ngọc Châu                                                                                 |                                                                    |
| Tôi đi từ lúc trăng tơ                               | Phạm Duy                                              |                 | Trần Ngọc                                                                                            |                                                                    |
| Tôi muốn mang Hồ Gươm đi                             | Phú Quang / Trần Mạnh Hảo                             |                 | Ngọc Anh, Tấn Minh                                                                                   |                                                                    |
| Tôi xưa nay Hà Nội                                   | Vũ Cát Tường, Hồng Nhung                              |                 | Hồng Nhung, Vũ Cát Tường                                                                             |                                                                    |
| Trăng phố                                            | Tố Nga                                                |                 | Thanh Thúy                                                                                           |                                                                    |
| Trôi vào đêm Hà Nội                                  | Lê Đăng Khoa                                          |                 | Nguyên Thảo                                                                                          |                                                                    |
| Trở lại đô thành                                     | Tô Hải                                                | 1947            | Lê Dung                                                                                              |                                                                    |
| Trong tôi Hà Nội                                     | Nguyễn Thắng                                          |                 | Tạ Quang Thắng                                                                                       |                                                                    |
| Trời Hà Nội xanh                                     | Văn Ký                                                |                 | Hồ Quỳnh Hương, Hồ Trung Dũng                                                                        |                                                                    |
| Trời xuân Hà Nội                                     | Bùi Hè                                                |                 | Trang Nhung                                                                                          |                                                                    |
| Truyền thuyết hồ Gươm                                | Hoàng Phúc Thắng                                      |                 | Trung Đức, Đăng Dương                                                                                |                                                                    |
| Trường chinh ca                                      | Lương Ngọc Trác / Lê Minh                             |                 | |                                                                    |
| Trường khúc Thăng Long nghìn năm lịch sử             | Ngô Nguyễn Trần / Tâm Thơ                             | 2010            | Hợp ca                                                                                               |                                                                    |
| Truyền thuyết Hồ Gươm                                | Hoàng Phúc Thắng                                      |                 | Đăng Dương                                                                                           |                                                                    |
| Tự khúc Hà Nội                                       |                                                       |                 | Toàn Nguyễn                                                                                          |                                                                    |
| Từng con đường, từng góc phố                         | KraziNoyze / Novalane                                 |                 | KraziNoyze, Novalane                                                                                 |                                                                    |
| Về giữa phố xưa                                      | Tố Nga                                                |                 | Hồ Quỳnh Hương                                                                                       |                                                                    |
| Xa em mùa thu Hà Nội                                 |                                                       |                 | Elvis Phương                                                                                         |                                                                    |
| Hà Nội cũ                                            | Nguyễn Thành Trung                                    |                 | Mai Diệu Ly                                                                                          |                                                                    |
| Xẩm bốn mùa hoa Hà Nội                               | Nguyễn Quang Long / Hồ Điệp                           |                 | Xẩm Hà Nội                                                                                           |                                                                    |
| Xuân Hà Nội                                          | Giáng Son                                             |                 | 5 Dòng Kẻ                                                                                            |                                                                    |
| Yêu em Hà Nội                                        | Nguyễn Đình Nguyên                                    | 1993            | Quang Dũng, Hồng Nhung                                                                               |                                                                    |
| Yêu cọ cọ cháy                                       | Nguyễn Thắng                                          |                 | Y Vol                                                                                                |                                                                    |
| Yêu thủ đô phải yêu nhà máy                          | Xuân Giao                                             |                 | |                                                                    |
| Hà Nội nhớ ai                                        | Lê Thống Nhất                                         | 2020            | Xuân Huyền                                                                                           |                                                                    |
| Một Hà Nội của tôi                                   | Lê Thống Nhất                                         | 2019            | Tuấn Dương                                                                                           |                                                                    |

## Galería

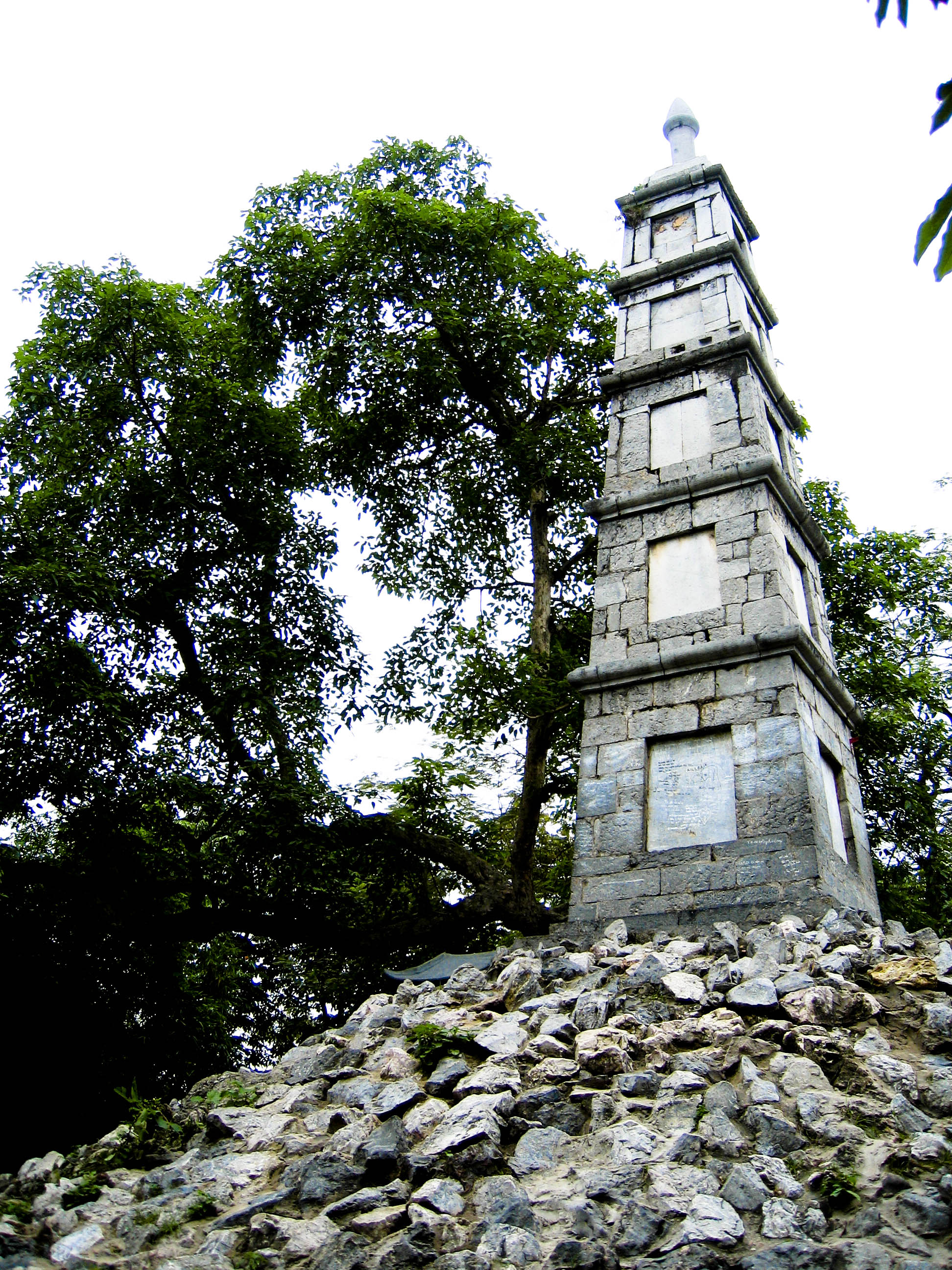
Tháp Bút (Torre lapicero) con una frase "Tả thanh thiên" (significa "Escribe en el cielo") cerca del Lago Hoàn Kiếm (2007).
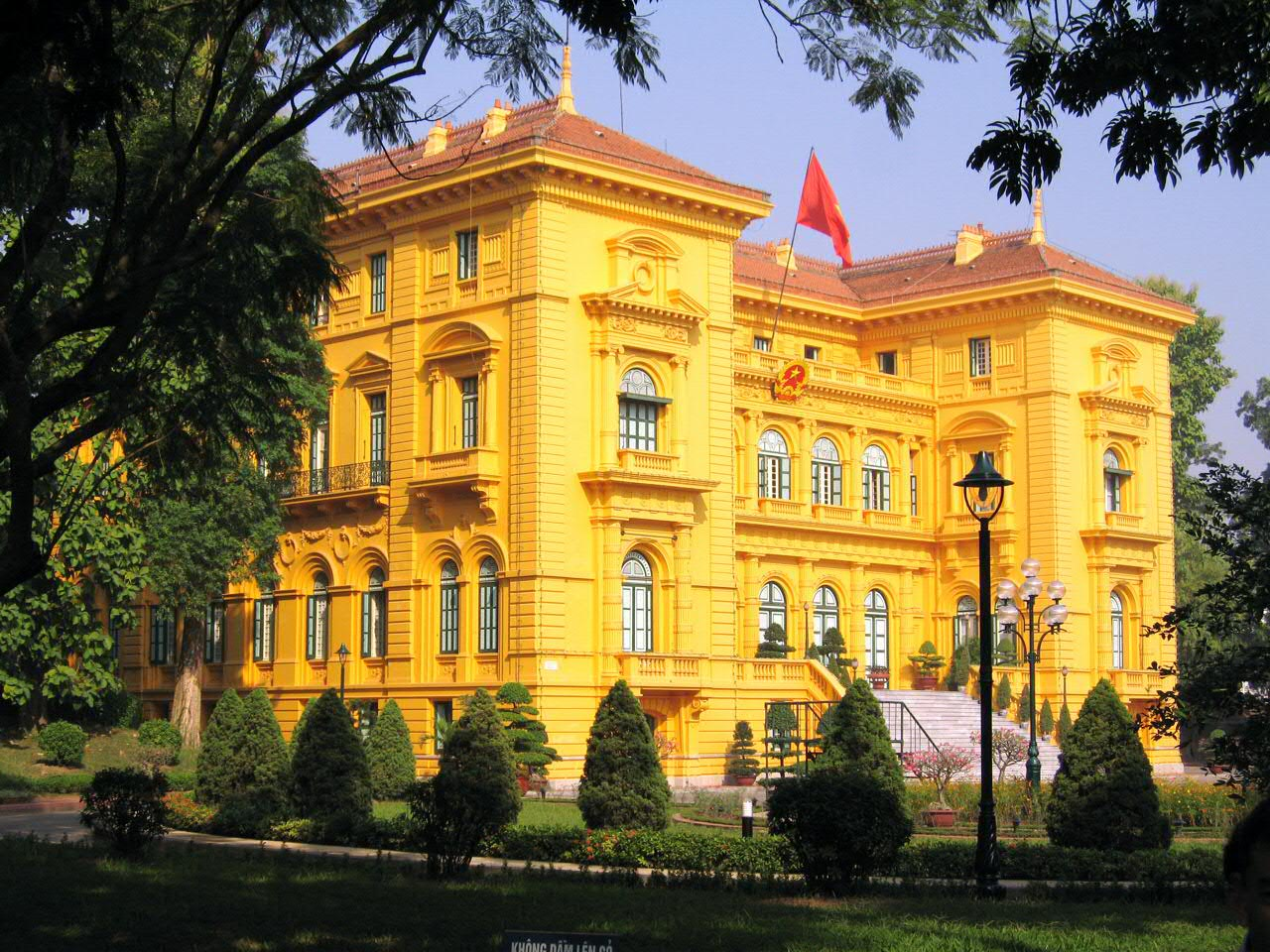
Palacio presidencial de Hanói (antiguamente la residencia del Gobernador General de la Indochina francesa).
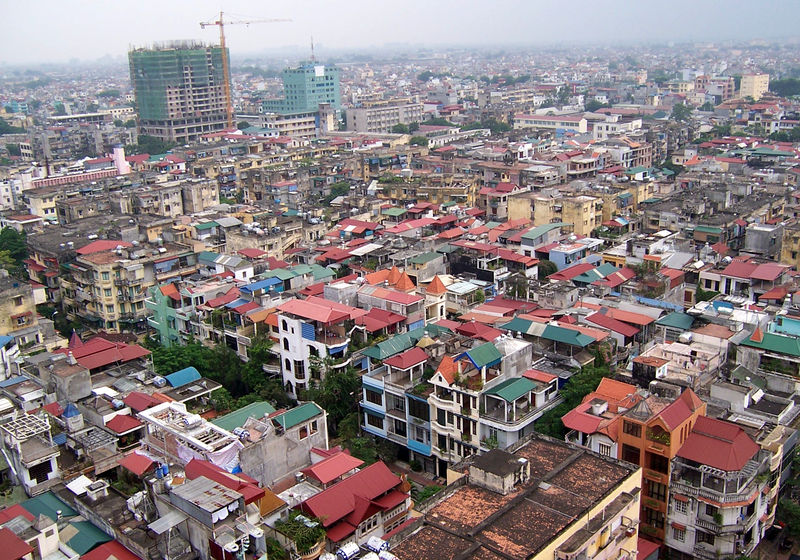
Panorama de Hanói.
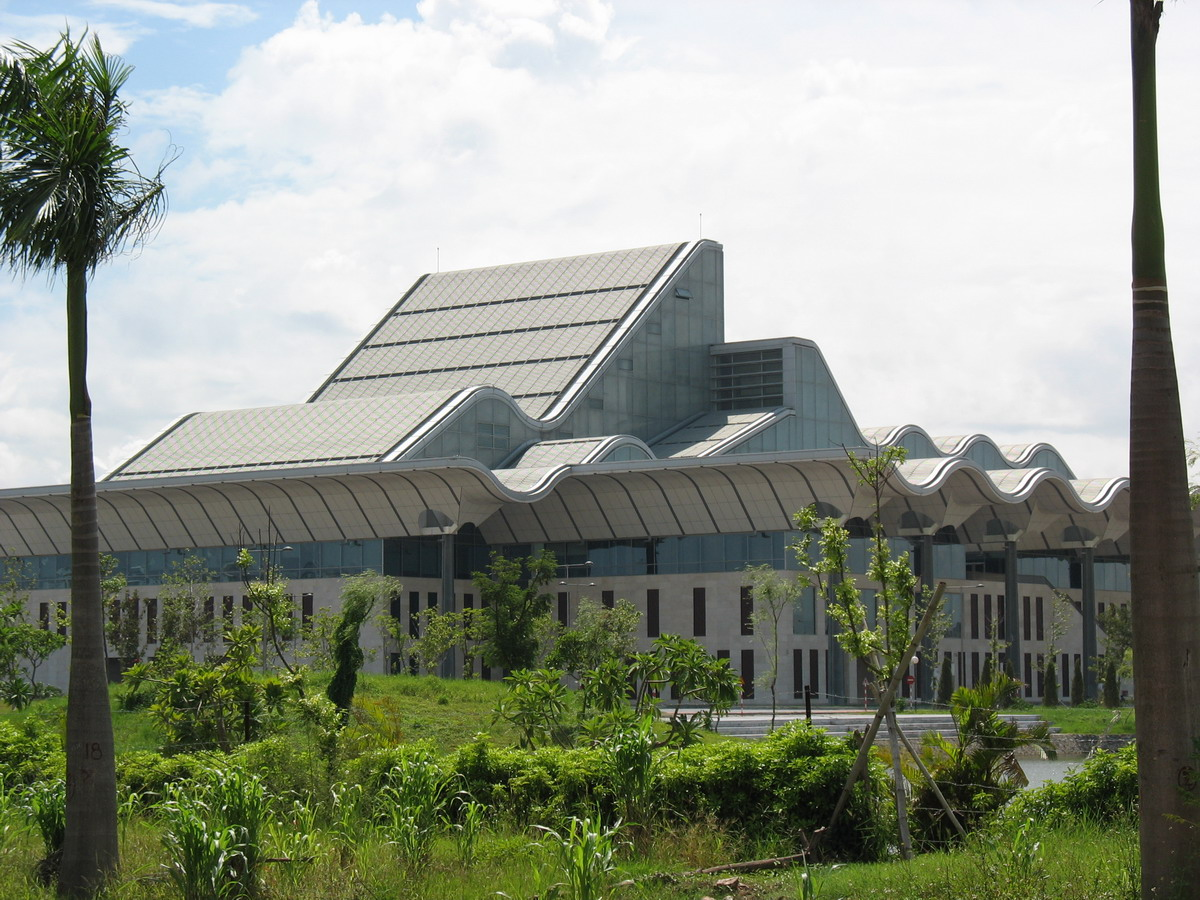
Centro de Convenciones Nacional de Vietnam en Pham Hung.
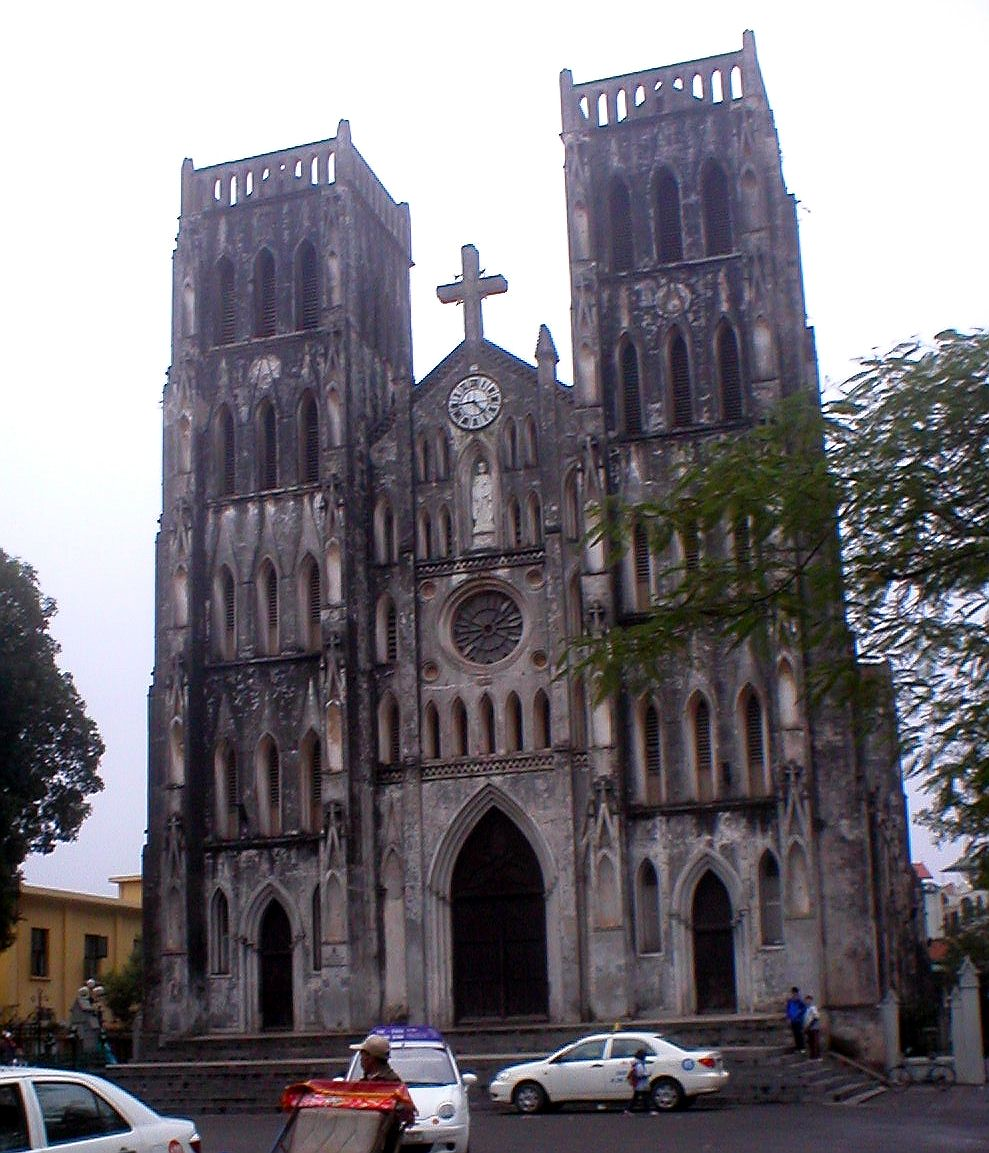
Catedral de San José.
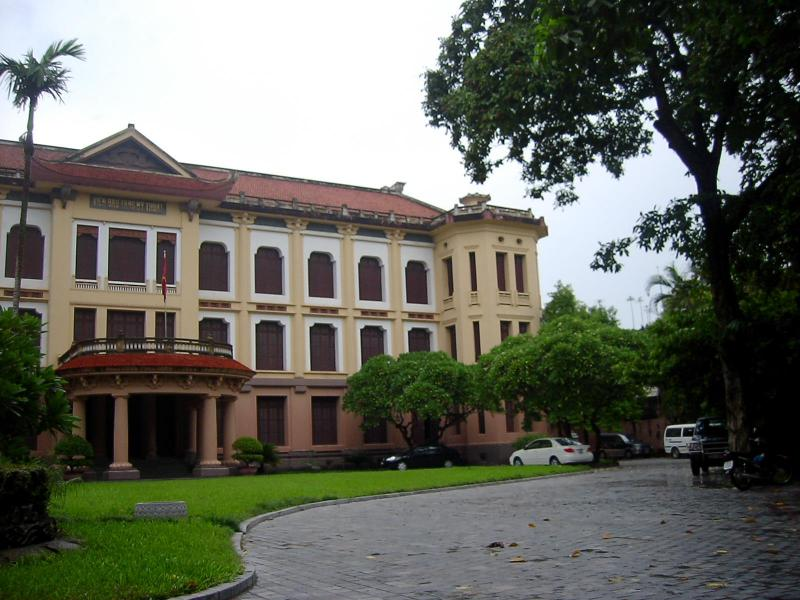
Museo Nacional de Bellas Artes.
Parque de la Reunificación (Antiguo parque Vladimir Lenin).
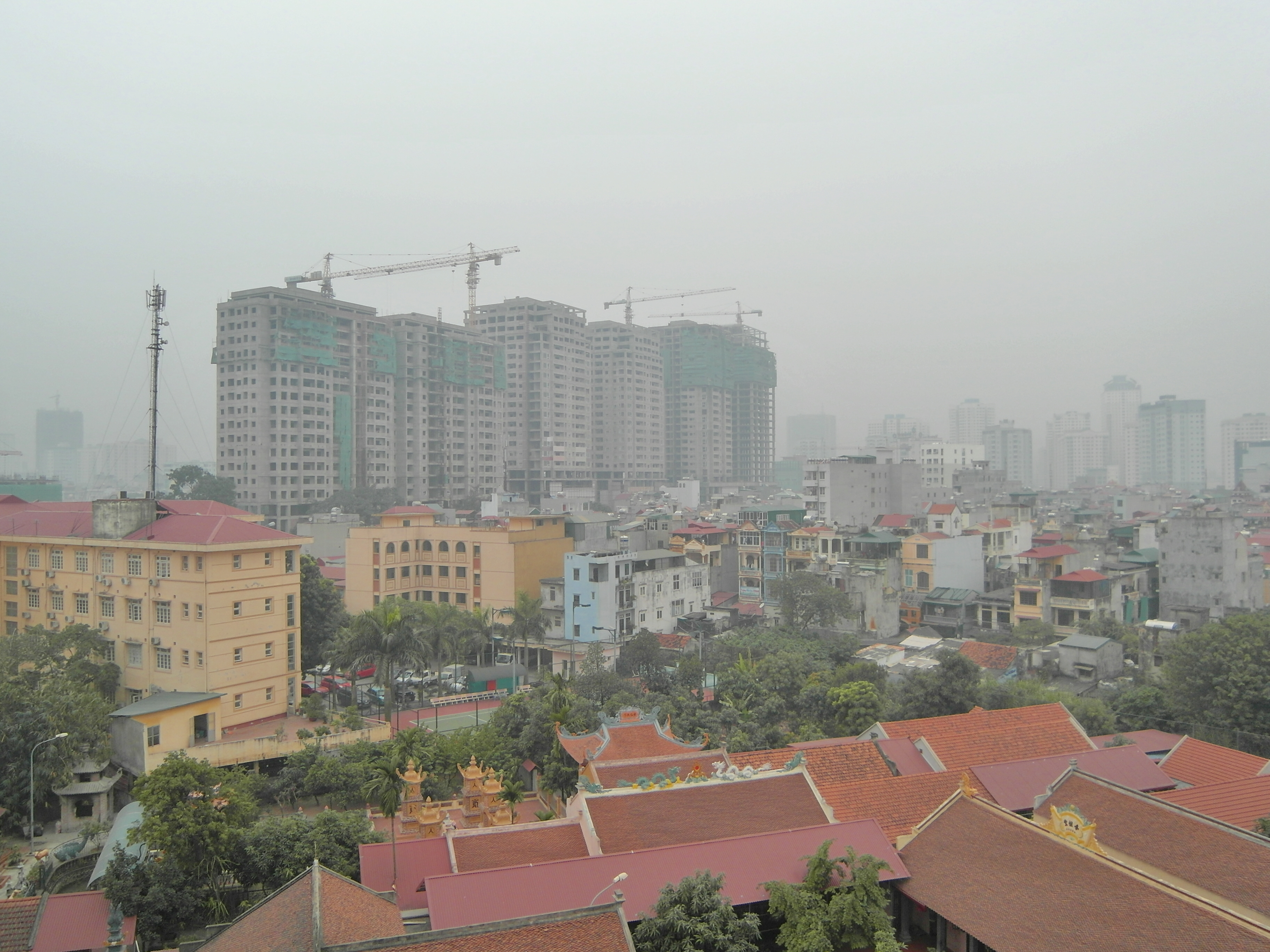
Vista de Hanói.
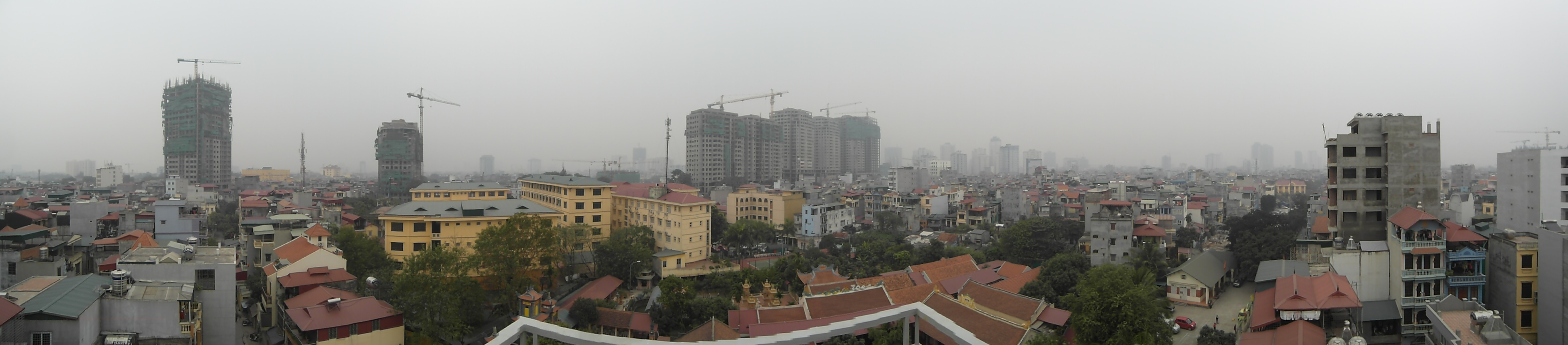
Vista de Hanói en modo panorámico.
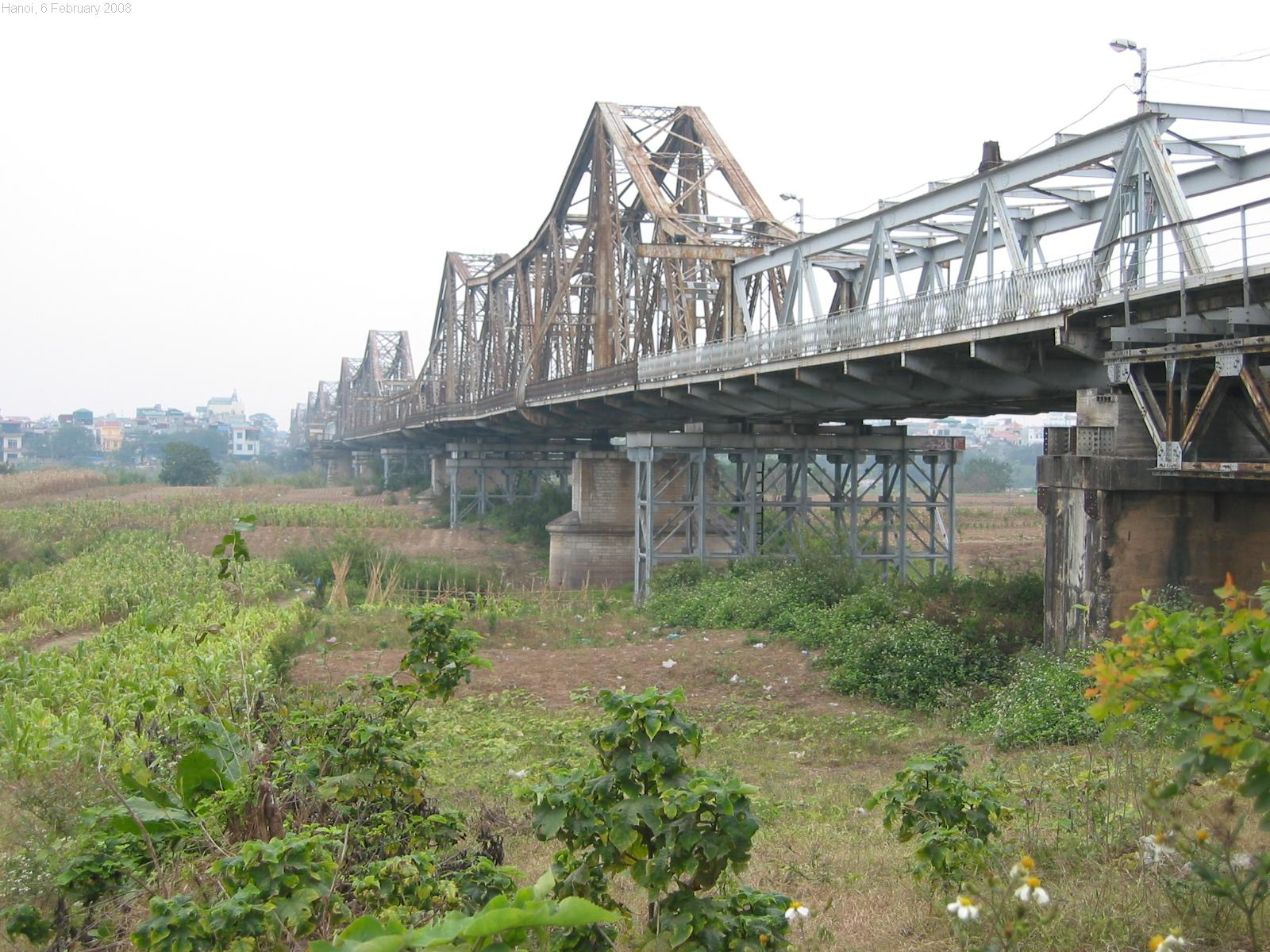
El Puente Long Biên visto desde una isla rural mirando hacia el centro de la ciudad.
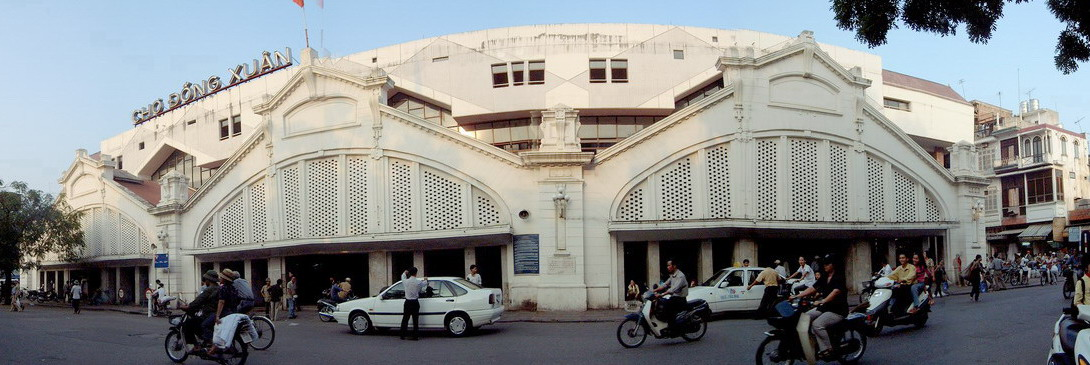
Mercado Dong Xuan.
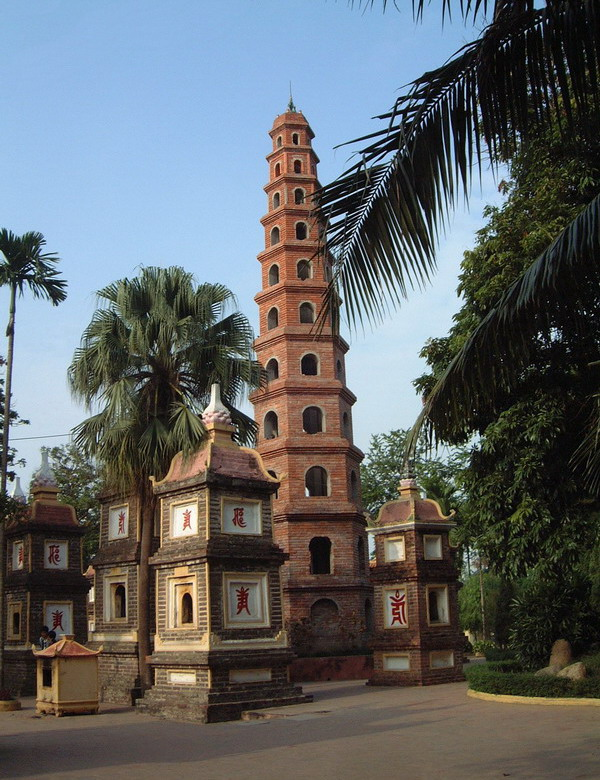
Pagoda de Tran Quoc.

## Ciudades hermanadas
Hánoi está hermanada con las siguientes ciudades:
| - Ankara, Turquía - Bangkok, Tailandia - Fukuoka, Japón | - Hong Kong - Manila, Filipinas - Moscú, Rusia | - Pekín, República Popular China - Phnom Penh, Camboya - Seúl, Corea del Sur | - Toulouse, Francia - Varsovia, Polonia - Yakarta, Indonesia | - Isfahán, Irán |